# Bergkamen
Bergkamen ist eine Mittlere kreisangehörige Stadt im Ruhrgebiet, Nordrhein-Westfalen, Deutschland. Verwaltungsmäßig gehört die Stadt zum Kreis Unna im Regierungsbezirk Arnsberg sowie zum Landschaftsverband Westfalen-Lippe und zum Regionalverband Ruhr. Landesplanerisch ist Bergkamen ein Mittelzentrum in der Ballungsrandzone des Oberzentrums Dortmund.
Die am 1. Januar 1966 durch den Zusammenschluss von fünf kleineren Gemeinden entstandene neue Gemeinde Bergkamen (Gesetz über den Zusammenschluss der Gemeinden Bergkamen, Heil, Oberaden, Rünthe und Weddinghofen, Landkreis Unna) – Overberge kam erst zwei Jahre später hinzu – war früher eine bedeutende Bergbaustadt. Heute befindet sich Bergkamen mitten im wirtschaftlichen Strukturwandel und ist bekannt für seine Vielfalt an Sport- und Freizeitangeboten und sein besonderes kulturelles Angebot.

## Geographie
Bergkamen liegt im mittleren Westen Deutschlands in Westfalen im östlichen Ruhrgebiet in unmittelbarer Nachbarschaft zu den Großstädten Hamm und Dortmund. Südlich der Stadt verläuft der Hellweg mit dem sich anschließenden Mittelgebirge des Sauerlandes, nördlich grenzt das Münsterland an Bergkamen. Im Südosten liegen die fruchtbaren Hellwegbörden.
Die Nordgrenze der Stadt wird von der Lippe, die Ostgrenze von der Bundesautobahn 1 gebildet. Die Südgrenze verläuft ungefähr im Bereich der A 2. Entlang der Westgrenze fließt die Seseke, ein Zufluss zur Lippe. Der Datteln-Hamm-Kanal bindet Bergkamen an das europäische Wasserstraßennetz an.
Höchste Erhebung im Stadtgebiet ist mit 148,5 m ü. NN die „Adener Höhe“ auf der künstlich aufgeschütteten Bergehalde Großes Holz, einer Landmarke im Ruhrgebiet.

### Nachbargemeinden
In direkter Nachbarschaft befinden sich (Richtung, Stadtgröße, Kreisangehörigkeit):
- Kamen (Im Süden, mittelgroße Stadt, Kreis Unna)
- Lünen (Im Westen, mittelgroße Stadt, Kreis Unna)
- Werne (Im Norden, mittelgroße Stadt, Kreis Unna)
- Hamm (Im Osten, Großstadt, kreisfrei)

### Stadtgliederung
Die Gemeinde Bergkamen (seit dem 14. Juni 1966 Stadt Bergkamen) besteht seit dem 1. Januar 1966 (Overberge seit dem 1. Januar 1968) aus folgenden Ortsteilen (mit Angabe der Einwohnerzahl am 31. Dezember 2019 in Klammern):
- Heil (532 Ew.)
- Mitte (frühere Gemeinde Bergkamen) (17.479 Ew.)
- Oberaden (12.110 Ew.)
- Overberge (3.621 Ew.)
- Rünthe (6.671 Ew.)
- Weddinghofen (9.994 Ew.)[2]

## Demographie

### Einwohnerentwicklung
Die folgende Tabelle zeigt die Einwohnerentwicklung Bergkamens (gesamt) und die Einwohnerentwicklung der verschiedenen Stadtteile von Bergkamen von 2000 bis 2019:
Die Tabelle ist nach den Einwohnerzahlen der verschiedenen Ortsteile von Bergkamen geordnet:
| Jahr | Einwohner gesamt | Mitte  | Oberaden | Weddinghofen | Rünthe | Overberge | Heil |
| ---- | ---------------- | ------ | -------- | ------------ | ------ | --------- | ---- |
| 2000 | 52.732           | 18.074 | 13.120   | 10.188       | 7.185  | 3.647     | 515  |
| 2001 | 52.714           | 17.937 | 12.997   | 10.338       | 7.225  | 3.712     | 503  |
| 2002 | 52.607           | 17.983 | 12.793   | 10.377       | 7.198  | 3.744     | 511  |
| 2003 | 52.353           | 17.996 | 12.678   | 10.306       | 7.162  | 3.709     | 502  |
| 2004 | 52.329           | 18.169 | 12.571   | 10.242       | 7.152  | 3.698     | 496  |
| 2005 | 52.021           | 18.109 | 12.317   | 10.212       | 7.105  | 3.772     | 506  |
| 2006 | 52.020           | 18.069 | 12.391   | 10.211       | 7.076  | 3.800     | 483  |
| 2007 | 51.755           | 17.969 | 12.323   | 10.182       | 6.991  | 3.813     | 477  |
| 2008 | 51.467           | 17.932 | 12.266   | 10.082       | 6.914  | 3.791     | 482  |
| 2009 | 51.158           | 17.940 | 12.136   | 09.935       | 6.868  | 3.799     | 480  |
| 2010 | 50.605           | 17.728 | 11.956   | 09.815       | 6.842  | 3.790     | 474  |
| 2011 | 50.274           | 17.583 | 11.921   | 09.740       | 6.792  | 3.749     | 483  |
| 2012 | 49.957           | 17.462 | 11.898   | 09.635       | 6.757  | 3.751     | 470  |
| 2013 | 49.587           | 17.284 | 11.730   | 09.657       | 6.712  | 3.709     | 495  |
| 2014 | 49.637           | 17.359 | 11.696   | 09.666       | 6.724  | 3.682     | 510  |
| 2015 | 50.035           | 17.300 | 11.703   | 10.110       | 6.726  | 3.676     | 520  |
| 2016 | 50.161           | 17.350 | 11.820   | 10.053       | 6.740  | 3.673     | 525  |
| 2017 | 50.443           | 17.394 | 12.124   | 10.052       | 6.694  | 3.647     | 532  |
| 2018 | 50.339           | 17.427 | 12.094   | 09.972       | 6.682  | 3.636     | 528  |
| 2019 | 50.407           | 17.479 | 12.110   | 09.994       | 6.671  | 3.621     | 532  |
| 2021 | 50.154           | 17.354 | 12.213   | 09.919       | 6.615  | 3.528     | 525  |
| 2022 | 50.735           | 17.386 | 12.445   | 10.238       | 6.605  | 3.531     | 530  |

### Einwohnerstatistik
Nach den statistischen Daten des Demographie-, des Integrations- sowie des Sozialberichts, welche von Wegweiser-Kommune veröffentlicht wurden, ergeben sich für Bergkamen folgende Werte:
- Bevölkerungsanteil der unter 18-Jährigen: 17,3 % (Stand: 2022)
- Bevölkerungsanteil der mindestens 65-Jährigen: 21,1 % (Stand: 2022)
- Ausländeranteil: 15,4 % (Stand: 2022)
- Arbeitslosenanteil (im Verhältnis zu den sozialversicherungspflichtig Beschäftigten): 10,3 % (Stand: 2022)

## Geschichte

### Vor- und Frühgeschichte
Die Geschichte des Raumes der Stadt Bergkamen reicht zurück bis zu den Römern. Im Spätsommer des Jahres 11 v. Chr. wurde im Zuge der geplanten Expansion des Römischen Reiches vom Rhein bis zur Elbe von römischen Legionen unter dem Oberbefehl des Feldherrn Drusus, einem Stiefsohn des Kaisers Augustus, bei ihrem Vorstoß entlang der Lippe auf einem Hügel im heutigen Stadtteil Bergkamen-Oberaden das Römerlager Oberaden, ein Legionslager für zwei Legionen und Hilfstruppen errichtet. Im Jahre 8 v. Chr. wurde das Lager nach Unterwerfung der germanischen Stämme der Sugambrer und der Brukterer planmäßig wieder aufgegeben.
Seit der Entdeckung des Römerlagers im Jahre 1905 durch den Pfarrer Otto Prein wurden in mehreren Grabungskampagnen Teile der Anlage erforscht. Das 56 ha große Lager gehört zu den wichtigsten frühgeschichtlichen Bodendenkmälern Westfalens. Es ist das größte römische Militärlager nördlich der Alpen und das älteste bekannte Lager in Westfalen. Einige Funde und Rekonstruktionen befinden sich im Stadtmuseum Bergkamen.
Aus sächsisch-fränkischer Zeit stammt eine noch gut erkennbare Doppelwall-Ringanlage im Nordosten des Stadtgebietes, die sogenannte Bumannsburg, die als Bodendenkmal unter Schutz steht.

### Mittelalter und frühe Neuzeit
Südlich der Autobahn 2 in der Flur Ostfeld fanden sich drei frühmittelalterliche Gräber mit Beigaben. Dabei handelte es sich um ein Süd-Nord-orientiertes Frauengrab und ein West-Ost-orientiertes Männergrab. Dem Mann waren eine Lanze, ein Schild und ein Pfeilbündel beigegeben worden, dazu eine Gürtelgarnitur. Eine vergleichbare Garnitur ist ansonsten aus Xanten und dem 7. Jahrhundert bekannt (Typ Civezzano, der ansonsten in Norddeutschland nur aus Bremen-Mahndorf bekannt ist). Sein Kopf wies, wie sich feststellen ließ, westwärts. Ein drittes Grab, wohl einer sehr kleinen Person oder eines Kindes, war kaum noch in Spuren erhalten, ließ sich jedoch in das 7. Jahrhundert datieren. Weiter oberhalb der Gräber fand sich nur eine Grube mit Brandschutt aus der Mitte des 11. Jahrhunderts.
Unmittelbar östlich der Stadtgrenze Bergkamens liegt auf dem Gebiet der Stadt Hamm das Haus Reck, ein Adelssitz aus dem 15. Jahrhundert.

### Geschichte des 19. und 20. Jahrhunderts

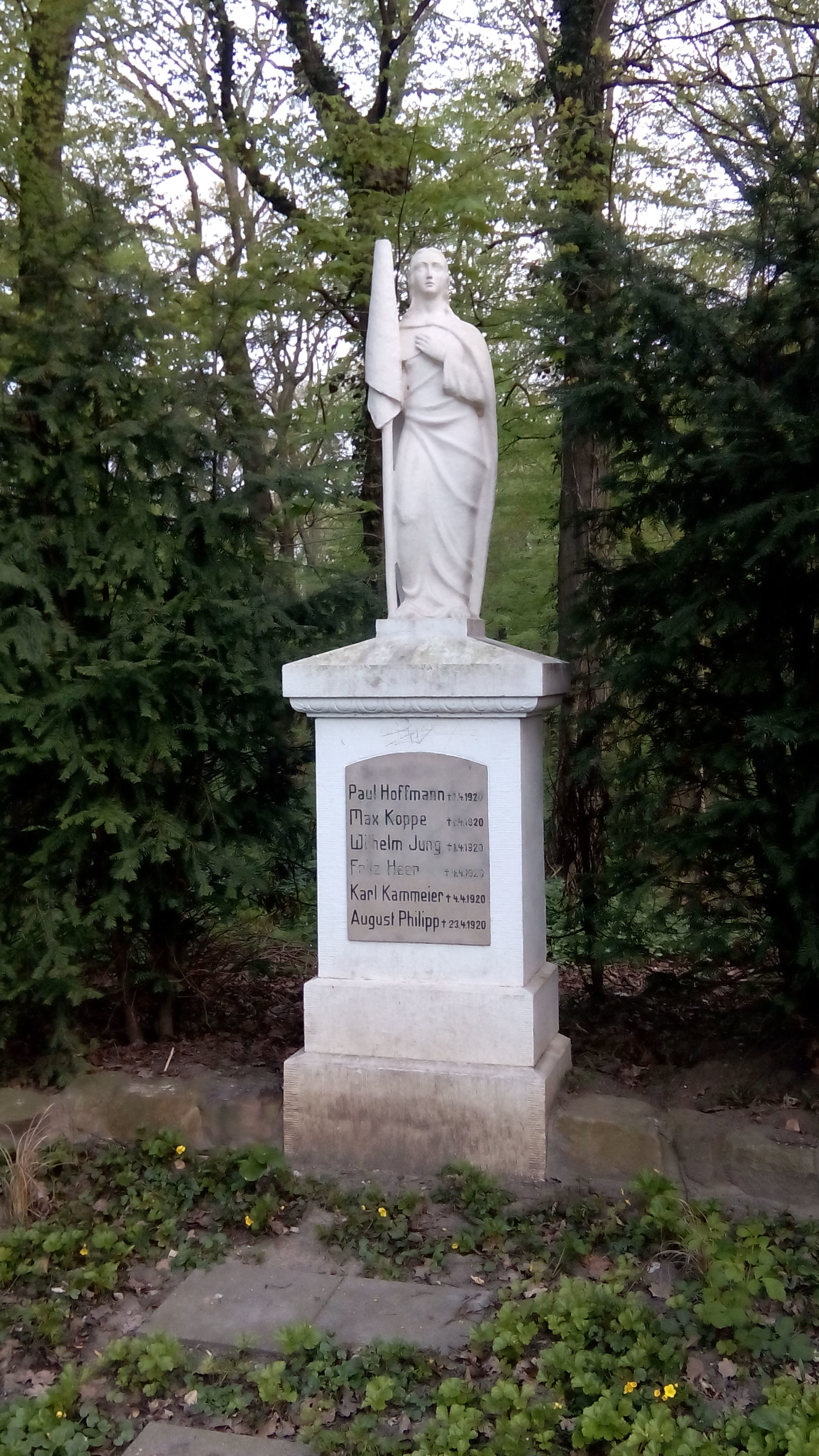
Statue für die gefallenen oder erschossenen Kämpfer der Roten Ruhrarmee

Bis zum Ende des 19. Jahrhunderts bestanden im Raum der heutigen Stadt Bergkamen nur kleinere Dörfer und Einzelgehöfte. Zu nennen ist das Gut Haus Velmede, das seit dem Jahre 1636 Sitz eines Teils der Familie von Bodelschwingh ist, der im 19. Jahrhundert zwei preußische Minister und auch Pfarrer Friedrich von Bodelschwingh der Ältere, der Gründer der Evangelischen Heil- und Pflegeanstalt für Epileptische (Gründung 1867) in Bethel bei Bielefeld, entstammten.
Im Jahr 1849 hatte die Gemeinde 463 Einwohner.
Ende des 19. Jahrhunderts erreichte der Ruhrbergbau den hiesigen Raum. 1890 wurde der erste Schacht für das spätere Bergwerk Zeche Monopol Schacht Grimberg 1/2 abgeteuft. Damit begann durch den Arbeitskräftebedarf des Bergbaus der starke Bevölkerungsanstieg in den Gemeinden des heutigen Stadtgebietes. So verneunfachte sich die Bevölkerung der Altgemeinde Bergkamen zwischen 1890 und 1912.
Am 1. Dezember 1910 hatte Bergkamen 5211 Einwohner.
Als am 13. März 1920 die Reichsregierung in Berlin durch einen Putsch gestürzt werden sollte (Kapp-Putsch), traten die Arbeiter des Ruhrgebietes in den Generalstreik und kämpften bewaffnet gegen die Putschisten (Ruhraufstand). Unter anderem in der Schlacht bei Pelkum kam es zu hohen Verlusten der Roten Ruhrarmee. Die Bergkamener Opfer der Kämpfe bei Pelkum sowie später von den Freikorps standrechtlich erschossene Angehörige der Roten Ruhrarmee – insgesamt sechs Kämpfer – wurden auf dem heutigen Zentralfriedhof beigesetzt. Die Skulptur einer Frauengestalt über ihren Gräbern symbolisiert die Freiheit, für deren Verteidigung die sechs Bergkamener Arbeiter starben. Im Stadtteil Rünthe befindet sich auf dem Friedhof ein Gedenkstein für die am 2. April 1920 von Freikorps-Truppen erschossene Arbeiter-Samariterin Anna Kalina.
Am 20. Februar 1946 ereignete sich Deutschlands schwerstes Grubenunglück auf der Zeche Monopol Schacht Grimberg 3/4 in 939 Metern Tiefe. Mindestens 402 Bergleute kamen ums Leben.
Mit Wirkung vom 1. Januar 1966 schlossen sich die Gemeinden Bergkamen, Heil und Rünthe  aus dem ehem. Amt Pelkum, Weddinghofen und Oberaden aus dem ehem. Amt Unna-Kamen zur Großgemeinde Bergkamen zusammen, der am 14. Juni 1966 von der nordrhein-westfälischen Landesregierung die Stadtrechte verliehen wurden. Die Gemeinde Niederaden, die sich ursprünglich ebenfalls Bergkamen anschließen wollte, entschied sich jedoch für die Eingemeindung in die Stadt Lünen. Durch das sogenannte Unna-Gesetz kam schließlich zum 1. Januar 1968 als sechster Ortsteil die Gemeinde Overberge (ehem. Amt Pelkum) hinzu.

## Religionen in Bergkamen

### Konfessionsstatistik
Gemäß der Volkszählung 2011 waren 40,7 % der Bergkamener evangelisch, 26,7 % römisch-katholisch und 32,7 % als Konfessionslose oder Mitglieder sonstiger Religionsgemeinschaft. Der Anteil der (evangelischen und katholischen) Kirchenmitglieder an der Gesamtbevölkerung ist seitdem jährlich um 1 Prozentpunkt gesunken. Mit Stand 31. Dezember 2024 gaben von den 50.809 Einwohnern 29,2 % (14.852) einen evangelischen Glauben an, 22,8 % (11.561) Bergkamener waren katholisch. Fast die Hälfte mit 48 % sind Konfessionslose oder Mitglieder sonstiger Glaubensgemeinschaften.

#### Katholische Kirchengemeinde Heilig Geist
Der Pastoralverbund Bergkamen entstand 2011 aus einer Fusion der zwei ehemaligen Pastoralverbünde Bergkamen-Rünthe und Weddinghofen-Oberaden. Am 1. Januar 2020 wurde der Pastoralverbund Bergkamen zur Kirchengemeinde Heilig Geist umbenannt. Der nächste Schritt, den die Katholiken gehen möchten, ist die Fusion der drei Pastoralverbünde Bergkamen, Kamen und Bönen zu einem pastoralen Raum. Als zentrales Pfarrbüro dient das Pfarrbüro neben der St.-Elisabeth-Kirche, die somit auch die Hauptkirche der Katholischen Gemeinde Heilig Geist ist. Außerdem werden auch Gottesdienste in den Bergkamener Seniorenheimen angeboten.
Als sich die fünf katholischen Kirchengemeinden 2011 zum Pastoralverbund Bergkamen zusammenschlossen, hatten sie rund 13.000 Mitglieder, Ende 2019 waren noch etwa 12.000 Bergkamener Katholiken. Mit Stand Ende 2022 gab es noch 11.445 Katholiken.
Kirchen
- Pfarrkirche St.Elisabeth (Mitte)
- Pfarrkirche St.Barbara (Oberaden)
- Pfarrkirche St.Michael (Weddinghofen)
- Pfarrkirche Herz Jesu (Rünthe)
- Pfarrvikarie St.Clemens (Rünthe)[18]

Sehenswert ist unter anderen die katholische Pfarrkirche St. Elisabeth.

#### Evangelische Kirchengemeinden
In Bergkamen gibt es zwei Kirchengemeinden. Der Friedenskirchengemeinde gehören die evangelischen Christen in den Stadtteilen Bergkamen-Mitte, Overberge und Weddinghofen an. Sie gliedert sich in drei Gemeindebezirke:
- Auferstehungskirche (Im Westen der Stadt)
- Friedenskirche (Mitte)
- Thomaskirche (Im Osten der Stadt)

Die Martin-Luther-Kirchengemeinde erstreckt sich über die Stadtteile Heil, Oberaden und Rünthe und ist in zwei Gemeindebezirke aufgeteilt:
- Martin-Luther-Kirche (Oberaden)
- Christuskirche (Rünthe)

Die evangelischen Kirchengemeinden sind Träger der Friedhöfe in den Stadtteilen Heil, Oberaden, Overberge und Rünthe.

#### Moscheen in Bergkamen
Bergkamen hat fünf Moscheen:
- Merkez-Moschee
- Mevlana-Moschee
- Oberaden-Moschee (gehören zum Dachverband DITIB)
- Darul-Erkam-Moschee wird unter dem Dachverband IGMG betrieben
- VIKZ-Moschee.[19]

## Politik

### Ergebnisse der Kommunalwahlen 2020 in Bergkamen
Die Sitze im Stadtrat verteilen sich nach dem Ergebnis der Kommunalwahl 2020 folgendermaßen auf die einzelnen Parteien:
| Partei | Stimmen | % (2020) | % (2014) | +/− | Sitze (2020) | Sitze (2014) | +/− |
| --- | --- | --- | --- | --- | --- | --- | --- |
| SPD | 7.063 | 42,8 % | 59,4 % | −16,6 % | 21 | 26 | −5 |
| CDU | 4.594 | 27,8 % | 24,2 % | +3,6 % | 14 | 11 | +3 |
| Bündnis 90/Die Grünen | 2.783 | 16,9 % | 09,5 % | +7,4 % | 08 | 04 | +4 |
| BergAUF Bergkamen | 0.968 | 05,9 % | 04,2 % | +1,7 % | 03 | 02 | +1 |
| FDP | 0.590 | 03,6 % | 02,6 % | +1,0 % | 02 | 01 | +1 |
| Die LINKE | 0.506 | 03,1 % | 00,0 % | +3,1 % | 02 | 0 | +2 |
| Gültige Stimmen | 16.5040 | | | | | | |
| Ungültige Stimmen | 0.489 | | | | | | |
| Stimmen Insgesamt | 16.9930 | | | | 50 | 44 | +6 |
| Wahlberechtigte Insgesamt | 38.3090 | 44,4 % | 46,6 % | −2,2 % | | | |
| Sitzverteilung Ratswahl 13.09.2020 BergkamenInsgesamt 50 Sitze - Linke: 2 - SPD: 21 - Grüne: 8 - CDU: 14 - FDP: 2 - Sonst.: 3 Sonstige: (3 Sitze) > „BergAUF Bergkamen“ = 3 Sitze | Sitzverteilung Ratswahl 13.09.2020 BergkamenInsgesamt 50 Sitze - Linke: 2 - SPD: 21 - Grüne: 8 - CDU: 14 - FDP: 2 - Sonst.: 3 Sonstige: (3 Sitze) > „BergAUF Bergkamen“ = 3 Sitze | Sitzverteilung Ratswahl 13.09.2020 BergkamenInsgesamt 50 Sitze - Linke: 2 - SPD: 21 - Grüne: 8 - CDU: 14 - FDP: 2 - Sonst.: 3 Sonstige: (3 Sitze) > „BergAUF Bergkamen“ = 3 Sitze | Ratswahl 13.09.2020 BergkamenWahlbeteiligung von 44,4 % 50403020100 42,8 %27,8 %16,9 %5,9 %3,6 %3,1 % SPDCDUGrüneBergAUFdFDPLinkeGewinne und Verlusteim Vergleich zu 2014 %p 8 6 4 2 0 −2 −4 −6 −8−10−12−14−16−18−16,6 %p+3,6 %p+7,4 %p+1,7 %p+1,0 %p+3,1 %pSPDCDUGrüneBergAUFFDPLinkeAnmerkungen:d BergAUF Bergkamen | Ratswahl 13.09.2020 BergkamenWahlbeteiligung von 44,4 % 50403020100 42,8 %27,8 %16,9 %5,9 %3,6 %3,1 % SPDCDUGrüneBergAUFdFDPLinkeGewinne und Verlusteim Vergleich zu 2014 %p 8 6 4 2 0 −2 −4 −6 −8−10−12−14−16−18−16,6 %p+3,6 %p+7,4 %p+1,7 %p+1,0 %p+3,1 %pSPDCDUGrüneBergAUFFDPLinkeAnmerkungen:d BergAUF Bergkamen | Ratswahl 13.09.2020 BergkamenWahlbeteiligung von 44,4 % 50403020100 42,8 %27,8 %16,9 %5,9 %3,6 %3,1 % SPDCDUGrüneBergAUFdFDPLinkeGewinne und Verlusteim Vergleich zu 2014 %p 8 6 4 2 0 −2 −4 −6 −8−10−12−14−16−18−16,6 %p+3,6 %p+7,4 %p+1,7 %p+1,0 %p+3,1 %pSPDCDUGrüneBergAUFFDPLinkeAnmerkungen:d BergAUF Bergkamen | Ratswahl 13.09.2020 BergkamenWahlbeteiligung von 44,4 % 50403020100 42,8 %27,8 %16,9 %5,9 %3,6 %3,1 % SPDCDUGrüneBergAUFdFDPLinkeGewinne und Verlusteim Vergleich zu 2014 %p 8 6 4 2 0 −2 −4 −6 −8−10−12−14−16−18−16,6 %p+3,6 %p+7,4 %p+1,7 %p+1,0 %p+3,1 %pSPDCDUGrüneBergAUFFDPLinkeAnmerkungen:d BergAUF Bergkamen | Ratswahl 13.09.2020 BergkamenWahlbeteiligung von 44,4 % 50403020100 42,8 %27,8 %16,9 %5,9 %3,6 %3,1 % SPDCDUGrüneBergAUFdFDPLinkeGewinne und Verlusteim Vergleich zu 2014 %p 8 6 4 2 0 −2 −4 −6 −8−10−12−14−16−18−16,6 %p+3,6 %p+7,4 %p+1,7 %p+1,0 %p+3,1 %pSPDCDUGrüneBergAUFFDPLinkeAnmerkungen:d BergAUF Bergkamen |

| Partei | Kandidat                  | Stimmen | % (2020) |
| --- | ------------------------- | ------- | -------- |
| SPD | Schäfer, Bernd            | 7.709   | 46,5 %   |
| CDU | Heinzel, Thomas           | 5.157   | 31,1 %   |
| Bündnis 90/Die Grünen | Grziwotz, Thomas          | 2.557   | 15,4 %   |
| BergAUF Bergkamen | Engelhardt, Werner        | 1.167   | 07,1 %   |
| Gültige Stimmen | Gültige Stimmen           | 16.5900 |          |
| Ungültige Stimmen | Ungültige Stimmen         | 0.407   |          |
| Stimmen Insgesamt | Stimmen Insgesamt         | 16.9970 |          |
| Wahlberechtigte Insgesamt | Wahlberechtigte Insgesamt | 38.3090 | 44,4 %   |
| Bürgermeisterwahl 13.09.2020 BergkamenWahlbeteiligung von 44,4 % 50403020100 46,5 %31,1 %15,4 %7,1 % SPDaCDUbGrünecBergAUFdAnmerkungen:a Schäfer, Berndb Heinzel, Thomasc Grziwotz, Thomasd Engelhardt, Werner |                           |         |          |

| Partei | Kandidat                  | Stimmen | % (2020) |
| --- | ------------------------- | ------- | -------- |
| SPD | Schäfer, Bernd            | 6.771   | 55,7 %   |
| CDU | Heinzel, Thomas           | 5.394   | 44,3 %   |
| Gültige Stimmen | Gültige Stimmen           | 12.1650 |          |
| Ungültige Stimmen | Ungültige Stimmen         | 0.144   |          |
| Stimmen Insgesamt | Stimmen Insgesamt         | 12.3090 |          |
| Wahlberechtigte Insgesamt | Wahlberechtigte Insgesamt | 38.2840 | 32,2 %   |
| Bürgermeisterstichwahl 27.09.2020 BergkamenWahlbeteiligung von 32,2 % 6050403020100 55,7 %44,3 % SPDaCDUbAnmerkungen:a Schäfer, Berndb Heinzel, Thomas |                           |         |          |

Das Personenwahlbündnis BergAUF Bergkamen wird vom Verfassungsschutz als der MLPD nahestehend zugeordnet.
In Bergkamen hat die SPD das landesweit beste Wahlresultat 2009 erreicht. Dies war ihr bereits 1994 gelungen. Bei den Kommunalwahlen 1975 und 1979 lag sie hinter Oer-Erkenschwick auf dem zweiten Platz. Landesweit Dritte wurde sie bei den Kommunalwahlen 1989 und 2004.

#### Ergebnisse der Kommunalwahlen ab 1975
In der Liste werden nur Parteien und Wählergemeinschaften aufgeführt, die mindestens 1,95 Prozent der Stimmen bei der jeweiligen Wahl erhalten haben. Die Wahlergebnisse der Parteien und Wählergemeinschaften werden in der Tabelle in Prozent angegeben.
| Jahr | SPD  | CDU  | Grüne1 | Berg AUF | FDP | Die Linke |
| ---- | ---- | ---- | ------ | -------- | --- | --------- |
| 1975 | 64,5 | 28,1 |        |          | 5,7 |           |
| 1979 | 64,5 | 29,3 |        |          | 4,9 |           |
| 1984 | 57,8 | 29,1 | 10,7   |          | 2,4 |           |
| 1989 | 62,4 | 24,6 | 09,4   |          | 3,6 |           |
| 1994 | 63,6 | 24,9 | 09,7   |          | 1,8 |           |
| 1999 | 48,5 | 39,4 | 07,9   |          | 4,2 |           |
| 2004 | 51,7 | 32,0 | 08,4   | 4,3      | 3,7 |           |
| 2009 | 56,4 | 25,5 | 09,5   | 3,5      | 4,9 |           |
| 2014 | 59,4 | 24,2 | 09,5   | 4,2      | 2,6 |           |
| 2020 | 42,8 | 27,8 | 16,9   | 5,9      | 3,6 | 3,1       |

Fußnote
1 Grüne: 1984: Grüne: 7,1 %, GAL: 3,6 %, ab 1989: Grüne/GAL

### Bürgermeister und Stadtdirektoren
Die Stadt Bergkamen hatte bisher vier Bürgermeister. Der erste, Edgar Pech, wurde vom Rat der Großgemeinde nach ihrer Gründung 1966 zum ehrenamtlichen Bürgermeister gewählt. Pech arbeitete in einer Doppelspitze mit dem amtierenden Stadtdirektor, Alfred Gleisner. Diese doppelte Leitungsfunktion blieb bis in die 1990er Jahre bestehen und wurde dann, mit Einführung einer neuen Kommunalverfassung, durch einen hauptamtlichen Bürgermeister abgelöst. Der aktuell amtierende und fünfte Bürgermeister, Bernd Schäfer, wurde am 27. September 2020 mit 55,66 % in einer Stichwahl gegen Thomas Heinzel (44,34 %) gewählt.
Eine Übersicht über alle Bürgermeister, Stadtdirektoren und Ehrenbürgermeister findet sich auf der Liste von Persönlichkeiten der Stadt Bergkamen.

#### Bürgermeisterwahl 2020
Die Bürgermeisterwahl vom 13. September 2020 brachte folgendes Ergebnis:
- Bernd Schäfer (SPD) 46,47  %
- Thomas Heinzel (CDU) 31,08  %
- Thomas Grziwotz (Grüne/GAL) 15,41  %
- Werner Engelhardt (BergAUF) 7,03  %

Die Stichwahl vom 27. September 2020 brachte folgendes Ergebnis:
- Bernd Schäfer (SPD) 55,66  %
- Thomas Heinzel (CDU) 44,34  %

#### Stadtdirektoren
- 1966–1973: Alfred Gleisner (SPD), * 19. Juni 1908, † 15. Februar 1991
- 1973–1988: Heinrich Brüggemann (SPD), * 12. April 1930, † 25. August 2020
- 1989–1998: Roland Schäfer (SPD), * 29. Juli 1949

#### Bürgermeister
- 1966–1975: Edgar Pech (SPD), * 12. Januar 1920, † 20. Mai 1975
- 1975–1989: Heinrich Kook (SPD), * 8. Oktober 1924, † 11. Januar 2004
- 1989–1998: Wolfgang Kerak (SPD), * 22. Juni 1942
- 1998–2020: Roland Schäfer (SPD) (* 29. Juli 1949), erster hauptamtlicher Bürgermeister Bergkamens
- 2020–2014 : Bernd Schäfer (SPD), * 26. Juli 1966

### Direkt gewählte Abgeordnete Landtag und Bundestag
- MdL: Silvia Gosewinkel (SPD)
- MdB: Oliver Kaczmarek (SPD)

### Städtepartnerschaften
Bergkamen unterhält mit folgenden Städten Partnerschaften:

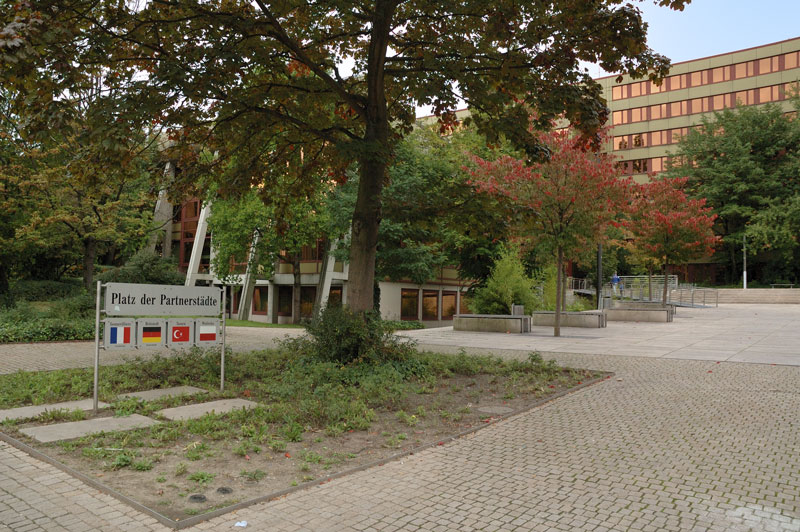
Bergkamen
Platz der Partnerstädte am Rathaus

- Hettstedt in Deutschland (Sachsen-Anhalt), 1990
- Gennevilliers in Frankreich, 1994/1995
- Silifke in der Türkei, seit dem 13. Oktober 2014 (ehemals Taşucu seit 1994, das bei der kommunalen Neugliederung 2014 in die Kreisstadt Silifke eingemeindet wurde)
- Wieliczka in Polen, 1994/1995

Der Kreis Unna unterhält eine langjährige Partnerschaft mit
- Kirklees im Vereinigten Königreich (England).

In diesem Rahmen führt die Bergkamener Volkshochschule seit vielen Jahren entsprechende Sprachreisen durch.

### Wappen, Flagge und Banner
| Wappen der Stadt Bergkamen, Kreis Unna | Blasonierung: „In Gold (Gelb) ein Ring, gebildet aus sechs länglichen Sechsecken, die wabenförmig angeordnet sind und abwechselnd silbern (weiß) und rot tingiert sind.“ |
| Wappen der Stadt Bergkamen, Kreis Unna | Wappenbegründung: Das Wappen wurde am 1. September 1969 zusammen mit der Flagge, dem Banner und einem Siegel vom nordrhein-westfälischen Innenminister verliehen. Es bezieht sich auf die Zusammenlegung der einst sechs selbstständigen Gemeinden Bergkamen, Heil, Oberaden, Overberge, Rünthe und Weddinghofen. Die Anordnungsform der Sechsecke soll die chemische Strukturformel für Benzol (C6H6)= versinnbildlichen und damit auf die damalige industrielle Grundlage der Stadt (Steinkohle, Kokerei, Kohlechemie) hinweisen. Die verwendeten Farben Gold, Rot und Silber erinnern an die ehemalige Territorialzugehörigkeit des heutigen Bergkamener Stadtgebietes zur Grafschaft Mark. |

Die Hissflagge ist im Verhältnis 1:3:1 Gelb-Rot-Gelb geteilt mit dem Stadtwappen in der Mitte.
Das Banner ist im Verhältnis 1:3:1 Gelb-Rot-Gelb gespalten mit dem Stadtwappen im oberen Drittel.

Hissflagge
Banner
Wappen der ehem. Gemeinde Oberaden
Wappen der ehem. Gemeinde Rünthe
Wappen der ehem. Gemeinde Weddinghofen
Wappen des ehem. Amtes Pelkum
Wappen des ehem. Amtes Unna-Kamen

Die Wappen der vormals selbständigen Gemeinden Weddinghofen, Rünthe und Oberaden sind auf einer Gedenktafel am Rathauseingang abgebildet. Auf der Außenseite eines sechseckigen Brunnens in der Fußgängerzone in Stadtzentrum Ost befinden sich außerdem die Wappen der Gemeinden Overberge und Heil.

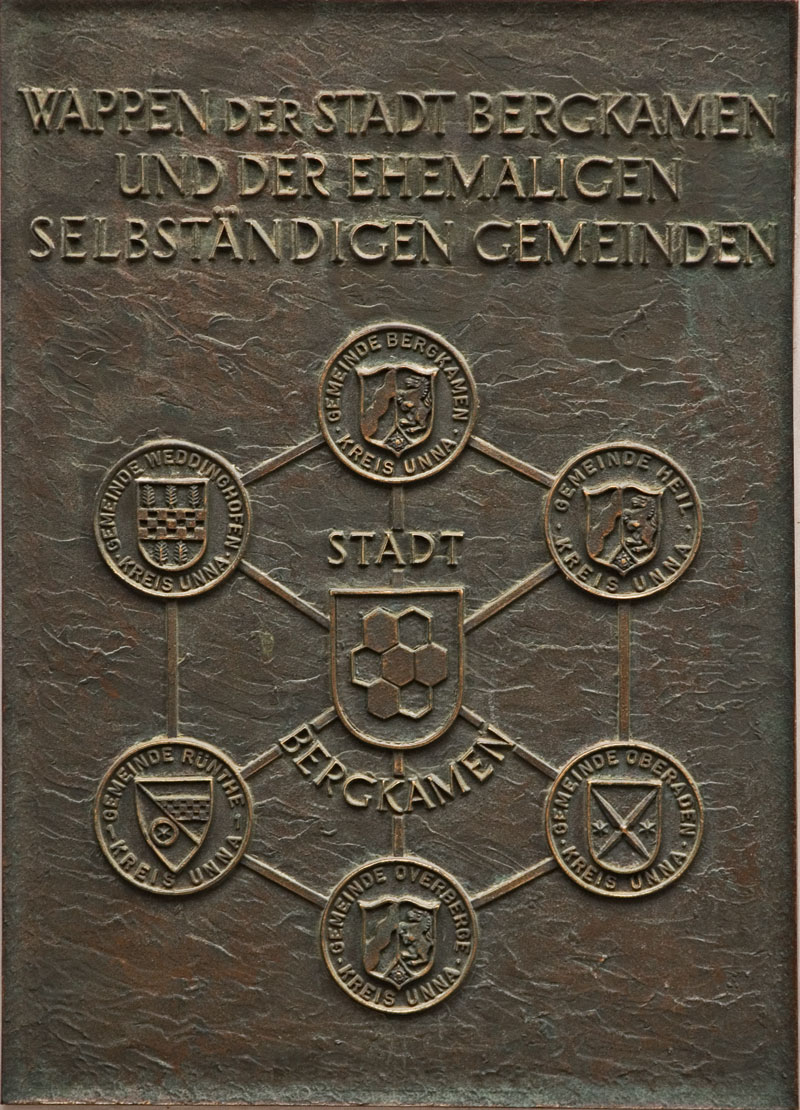
Tafel zum Gedenken an die Stadtgründung
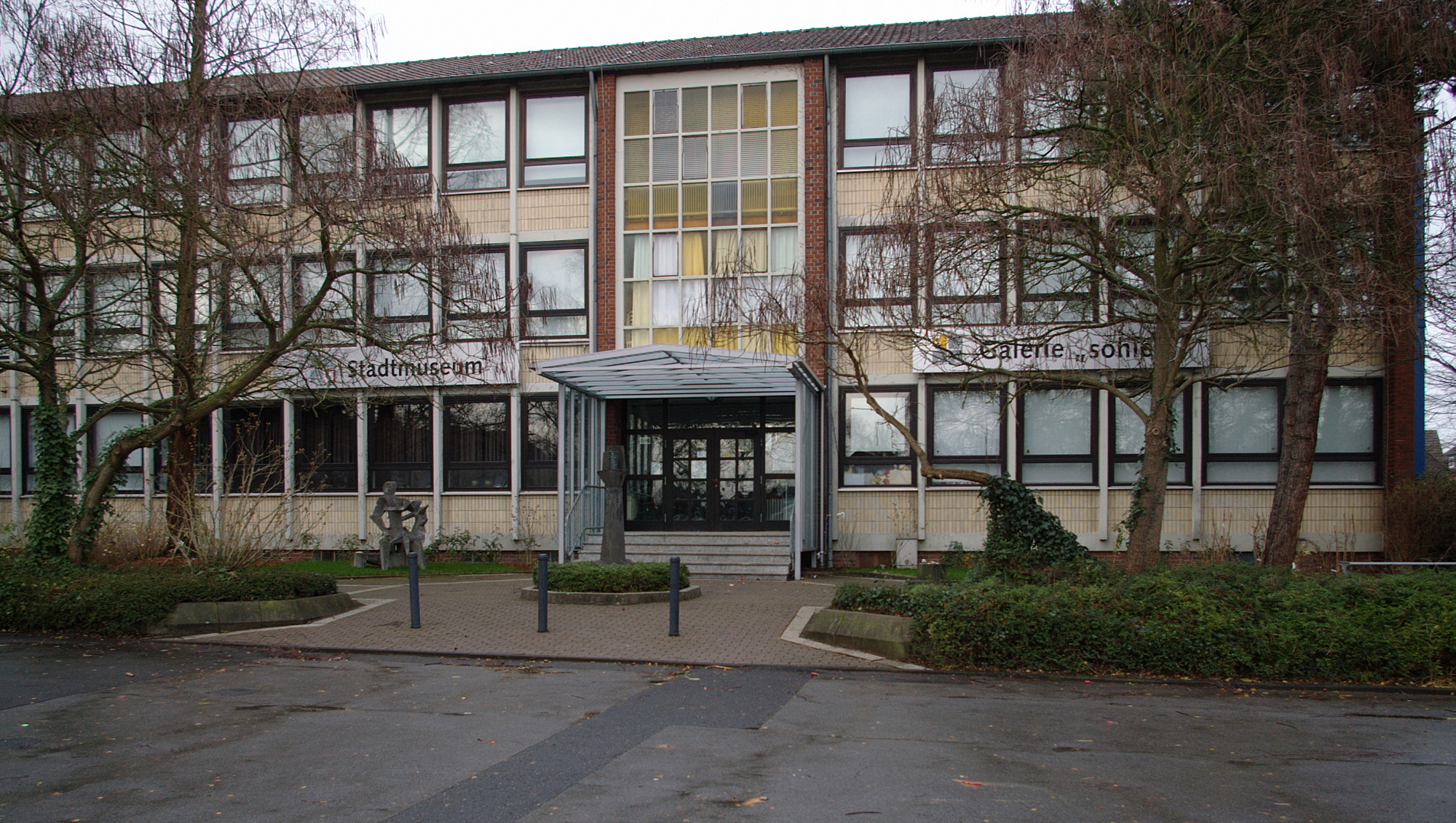
Stadtmuseum
Brunnen mit den Wappen der Stadtteile am Nordberg
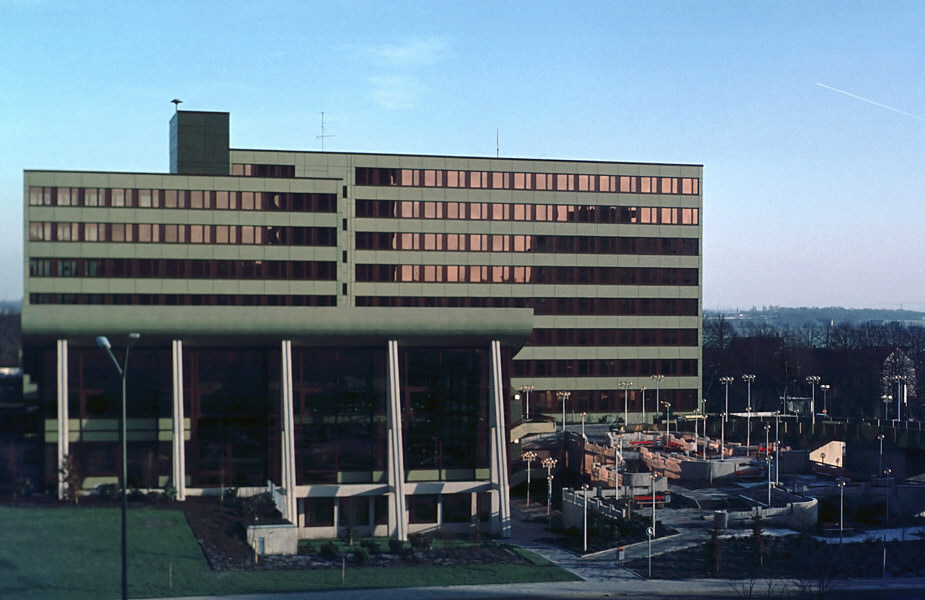
Das Rathaus Ende der 1970er Jahre
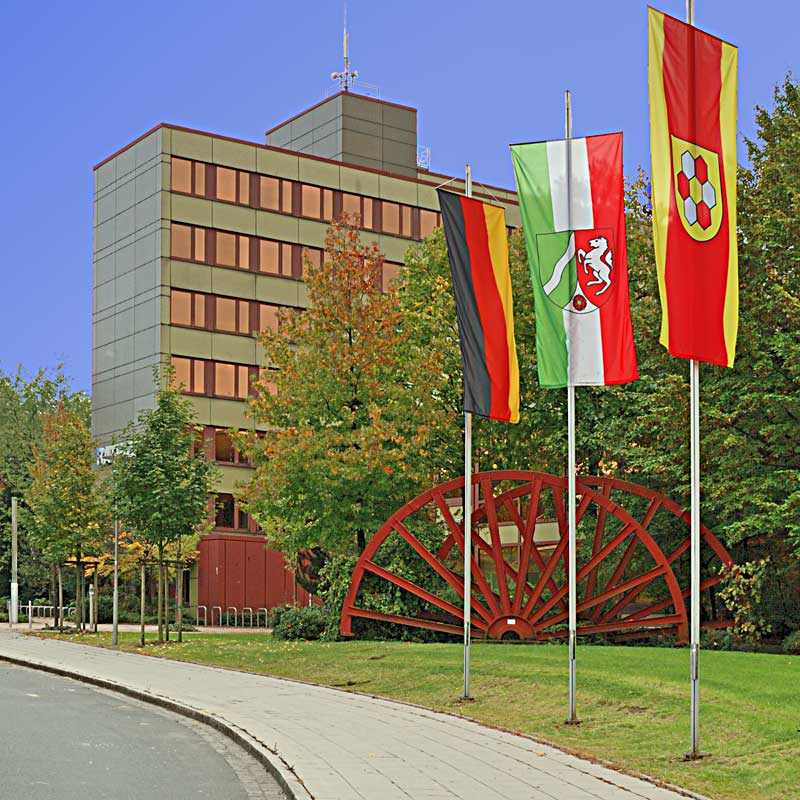
Bergkamen Rathaus

## Wirtschaft und Infrastruktur

### Wirtschaft
Bergkamens Wirtschaft wurde bis vor wenigen Jahrzehnten vom Bergbau (Steinkohle) geprägt.
Die Stadt Bergkamen weist das niedrigste durchschnittliche Primäreinkommen je Einwohner im Kreis Unna auf. Im Landesvergleich belegte sie bezüglich des durchschnittlich verfügbaren Einkommens im Jahr 2016 die Rangziffer 388 unter den 396 Gemeinden Nordrhein-Westfalens. Somit gehört Bergkamen zu den einkommensschwächsten Gemeinden des Bundeslandes.

#### Gewerbebetriebe
(Stand 10/2007)
- 34 Industrieunternehmen
- 29 Großhandelsbetriebe
- 162 Einzelhandelsbetriebe
- 52 Gastronomiebetriebe
- 56 Landwirtschaftsbetriebe
- 220 Meister-Handwerksbetriebe
- 91 Betriebe handwerksähnlichen Gewerbes
- 108 sonstige Betriebe und Dienstleistungsunternehmen

#### Ansässige Großunternehmen

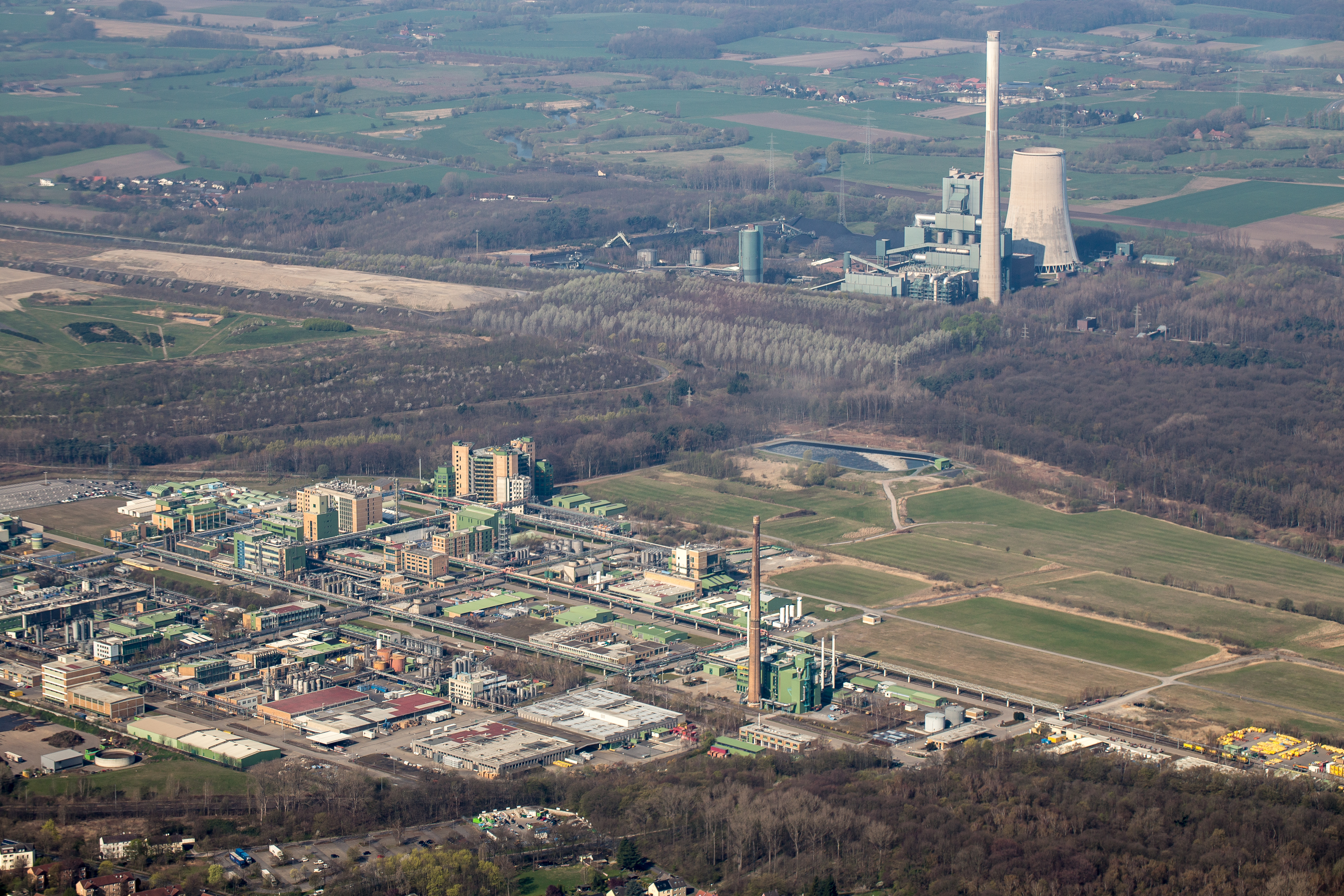
Werk von Bayer Pharma und Kraftwerk Bergkamen im Hintergrund

- Bayer Pharma
die frühere Schering AG, ein ehemaliger Pharmakonzern, dessen Hauptsitz in Berlin, dessen Hauptproduktionsstandort der Wirkstoffe aber in Bergkamen war, wurde 2006 von der Bayer AG mit Hauptsitz in Leverkusen übernommen (1600 Mitarbeiter).
- Lanxess
Ehem. Crompton Corp., durch Zusammenschluss der beiden US-amerikanischen Chemieunternehmen Crompton Corp. und Great Lakes Manufacturing entstanden (290 Mitarbeiter).
- Huntsman
Herstellung von Basismaterial für Lack, Bautenschutzmittel, Klebstoffe und Druckfarben für die weiterverarbeitende Industrie
- Kraftwerk Bergkamen
ein Steinkohlekraftwerk mit 717 MW Leistung Strom.
- Poco Möbelhäuser
1989 von Peter Pohlmann gegründet, betreibt dieses in Bergkamen ansässige Unternehmen eine Vielzahl von Filialen in ganz Deutschland

### Feuerwehr
Die Freiwillige Feuerwehr der Stadt Bergkamen ist in sechs Einheiten (drei Löschzüge) aufgeteilt:
- Overberge und Rünthe (Löschzug 1)
- Mitte und Weddinghofen(Löschzug 2)
- Oberaden und Heil (Löschzug 3).

Die Feuerwehr Bergkamen besteht insgesamt aus ca. 220 aktiven Einsatzkräften, denen rund 25 Einsatzfahrzeuge zur Verfügung stehen.
Neben zahlreichen Löschgruppenfahrzeugen besitzt die Freiwillige Feuerwehr Bergkamen auch mehrere Sonderfahrzeuge.

## Verkehr und ÖPNV

### Straßenverkehr
Die Stadt Bergkamen liegt am Kamener Kreuz und ist über zwei Autobahnen sowie eine Bundesstraße an das deutsche Fernstraßennetz angebunden:
- Bundesautobahn 1

Puttgarden–Hamburg−Bremen–Dortmund–Wuppertal–Köln–Saarbrücken (Hansalinie)
- Bundesautobahn 2

Oberhausen–Dortmund−Bielefeld–Hannover–Magdeburg–Berlin
- Bundesstraße 233: Iserlohn–Werne

Der Verlauf der Bundes- (B) und Landesstraßen (L) durch das Bergkamener Stadtgebiet:
- B 233
Diese Bundesstraße bildet von Süden kommend aus Richtung Kamen zum großen Teil die Grenze zwischen den Stadtteilen Bergkamen-Mitte und Overberge. Weiter nördlich führt sie durch den Stadtteil Rünthe und verlässt das Stadtgebiet in Richtung Werne.
- L 654
Diese Landesstraße (ehemalige B 61) verläuft von Westen aus Lünen kommend durch den Stadtteil Oberaden und führt in Richtung Kamen durch den Süden des Stadtteils Weddinghofen. Nahe der Stadtgrenze zu Kamen ist sie über die Anschlussstelle Kamen/Bergkamen mit der Autobahn A 2 verbunden. Die Straße führt über Kamen durch den Süden des Stadtteils Overberge und verlässt das Bergkamener Stadtgebiet Richtung Hamm.
- L 664
Diese Landesstraße beginnt östlich des Ortskerns von Bergkamen-Oberaden an der L 654 Sie führt durch Weddinghofen, Bergkamen-Mitte und Overberge und verlässt Bergkamen in Richtung Pelkum.
- L 736
Diese Landesstraße führt aus Lünen kommend durch die Stadtteile Heil und Rünthe und verlässt Bergkamen in Richtung Hamm. Direkt an der Grenze des Stadtteils Rünthe zu Sandbochum ist die L 736 über die Anschlussstelle Hamm/Bergkamen mit der Autobahn A 1 verbunden.
- L 821
Diese Landesstraße beginnt im Stadtteil Heil. Sie verläuft hauptsächlich in Nord-Süd-Richtung durch Oberaden und verlässt Bergkamen in Richtung des Kamener Stadtteils Methler
Eine neue Streckenführung innerhalb der Stadt Bergkamen ist schon seit über zwanzig Jahren im Gespräch, aber höchst umstritten.

### Öffentlicher Personennahverkehr (ÖPNV)

#### Schienenverkehr
- Zwischen 1909 und 1950 führte eine Straßenbahnstrecke der Kleinbahn Unna-Kamen-Werne durch das heutige Stadtgebiet mit Haltestellen u. a. in Weddinghofen und Rünthe. Die Streckenführung entspricht weitgehend der heutigen Buslinie R81.
- Die DB-Güterzugstrecke Hamm – Oberhausen-Osterfeld (Hamm-Osterfelder Bahn) durchquert das Stadtgebiet von Osten nach Westen. Bis 1983 wurde die zweigleisig ausgebaute Strecke auch für den Personennahverkehr genutzt. Der Bergkamener Bahnhof befand sich zwischen den Stadtteilen Mitte und Rünthe im dünn besiedelten Gebiet nahe dem heutigen Naturschutzgebiet „Beversee“[33]. Ein zweiter Bahnhof befand sich im Stadtteil Oberaden an der Lünener Straße (L 654).[34]

Bergkamen ist die größte deutsche Stadt ohne Schienenpersonenverkehr. (Das größere Garbsen hat zwar keine Eisenbahn, dort fährt aber in dichtem Takt die Stadtbahn Hannover.) Die nächsten Personenbahnhöfe liegen in den Nachbarstädten Kamen, Lünen und Werne. Die nächstgelegenen Bahnknotenpunkte sind Hamm und Dortmund.
Bereits seit längerer Zeit werden verschiedene Optionen für einen Anschluss an den Schienenpersonenverkehr geprüft. Vorgeschlagen wurden hierbei eine erneute Nutzung der Hamm-Osterfelder Bahn, eine Reaktivierung stillgelegter Zechenbahntrassen oder der Bau einer Straßenbahn (RegionalStadtBahn). Im Rahmen der IGA 2027 soll an der Hamm-Osterfelder Bahn zunächst vorübergehend ein Haltepunkt errichtet werden.

#### Busverbindungen
Der öffentliche Personennahverkehr in Bergkamen wird von der VKU durchgeführt. Ein zentraler Omnibusbahnhof befindet sich direkt am Bergkamener Rathaus.
Durch Bergkamen fahren insgesamt 11 reguläre Linien mit Taktverkehr. Diese Linien werden in Schnellbuslinien (4), in Regionallinien (5), in Stadtbuslinien (1), in Direktlinien (2), in Nachtbuslinien (1) und in Schulbuslinien (8) aufgeteilt. Zusätzlich bietet die VKU Taxibuslinien (4) ergänzend zu den Regionallinien.
| Schnellbus-Linien | Schnellbus-Linien | Schnellbus-Linien                                          | Schnellbus-Linien | Schnellbus-Linien      |
| --- | --- | ---------------------------------------------------------- | ----------------- | ---------------------- |
| Linie | Streckenverlauf | Takt                                                       | Haltestellen      | Dauer (ungefähr)       |
| S20 | Lünen ZOB/Hauptbahnhof – Beckinghausen – Oberaden – Bergkamen – Rünthe – Hamm-Herringen                                            | Stunden-Takt (Mo-Sa), 2-Stunden-Takt (So/Feiertags)        | 22                | 52 Minuten (von Lünen) |
| S30 | Bergkamen Busbahnhof – Weddinghofen – Dortmund Kirchderne – Dortmund Reinoldikirche – Dortmund Hauptbahnhof                        | Stunden-Takt (Mo-Sa), 2-Stunden-Takt (So/Feiertags)        | 8                 | 37 Minuten             |
| S40 | Lünen ZOB/Hauptbahnhof – Beckinghausen – Oberaden – Weddinghofen – Kamen – Königsborn – Unna Bahnhof                               | Stunden-Takt (Mo-Sa)                                       | 12                | 44 Minuten             |
| S81 | Werne Holtkamp – Rünthe – Bergkamen – Kamen Bahnhof – Kamen Karee – Königsborn – Unna Bahnhof                                      | Stunden-Takt (Mo–Fr)                                       | 36                | 1 Stunde 14 Minuten    |
| Seit 2005 verfügt Bergkamen mit der Schnellbuslinie S30 über eine attraktive Verbindung nach Dortmund. Die Streckenführung (Bergkamen Busbahnhof – Bergkamen-Weddinghofen – Dortmund-Kirchderne – Dortmund Reinoldikirche – Dortmund Hauptbahnhof) und kurze Fahrzeiten sorgen für eine hohe Akzeptanz für die Schnellbuslinie. Die S81 hat viele gemeinsame Haltestellen mit der Regionallinie R81. Bei den Schnellbus-Linien S20, S30 und S81 besteht an der Haltestelle Bergkamen, Busbahnhof eine Anschluss-Garantie, d. h. die Busse fahren alle zur selben Zeit ab, so dass die Fahrgäste direkt von einem Schnellbus in den nächsten umsteigen können. Die S20 fährt nur zu bestimmten Zeiten vom Lüner ZOB/Hauptbahnhof über Bergkamen Busbahnhof zum Hammer Hauptbahnhof. Seit dem 25.10.2021 verkehrt die neue Schnellbuslinie S40 zwischen den vier Städten Lünen, Bergkamen, Kamen und Unna. Die Schnellbuslinie S40 hält nicht an der zentralen Haltestelle Bergkamen, Busbahnhof sondern bedient in Bergkamen Oberaden die Haltestelle Am Oberdorf und in Bergkamen-Weddinghofen die zwei Haltestellen Wellenbad und die neu eingerichtete Haltestelle Häupenweg. | |                                                            |                   |                        |
| Regionallbus-Linien | |                                                            |                   |                        |
| Linie | Streckenverlauf | Takt                                                       | Haltestellen      | Dauer (ungefähr)       |
| R11 | Cappenberger See – Lünen – Lünen-Süd – Horstmar – Beckinghausen – Oberaden – Weddinghofen – Bergkamen Busbahnhof                   | Unterschiedlich hauptsächlich 30-60-Minuten-Takt           | 38                | 1 Stunde 16 Minuten    |
| R12 | Alstedde – Lünen – Beckinghausen – Oberaden – Weddinghofen – Bergkamen Busbahnhof                                                  | Unterschiedlich hauptsächlich 30-60-Minuten-Takt           | 39                | 52 Minuten             |
| R13 | Bergkamen Busbahnhof – Kamen Markt – Kamen Bahnhof                                                                                 | 30-Minuten-Takt (Mo–Fr), 60-Minuten-Takt (Sa-So/Feiertags) | 15                | 23 Minuten             |
| R81 | Werne Krankenhaus – Rünthe – Bergkamen Busbahnhof – Weddinghofen – Kamen Bahnhof – Kamen Karee – Königsborn – Unna Bahnhof         | Unterschiedlich hauptsächlich 30-Minuten-Takt              | 40+               | 1 Stunde 46 Minuten    |
| R82 | Werne Krankenhaus – Rünthe – Overberge – Bergkamen Busbahnhof                                                                      | Stunden-Takt (Mo-Sa)                                       | 34                | 45 Minuten             |
| Seit 2017 verkehrt die neue Linie R13 vom Bergkamener Busbahnhof zum Kamener Bahnhof. Die R12 fährt daher nur noch bis zum Bergkamener Busbahnhof und nicht mehr in Richtung Kamen. | |                                                            |                   |                        |
| Stadtbuslinien | |                                                            |                   |                        |
| Linie | Streckenverlauf | Takt                                                       | Haltestellen      | Dauer (ungefähr)       |
| C11 | Bergkamen Busbahnhof – Stadion – Grüne Insel – Wilhelm-Leuschner-Str. (Nordfeld)                                                   | 20-Minuten-Takt (Mo–Fr), Stunden-Takt (Sa)                 | 9                 | 11 Minuten             |
| Seit 2017 verkehrt die Stadtbuslinie C11 zwischen dem Bergkamener Busbahnhof und dem Nordfeld im Süden der Stadt. Ab der Haltestelle Stadion wird die Linie C11 im Ringverkehr zur Haltestelle Wilhelm-Leuschner-Str. betrieben, wo sie endet. Einmal pro Stunde besteht die Möglichkeit, ohne Umstieg an der Haltestelle Bergkamen, Busbahnhof direkt nach Dortmund zu fahren, da die Linie C11 auf dieser Fahrt an der Haltestelle Bergkamen, Busbahnhof auf die Linie S30 wechselt. | |                                                            |                   |                        |
| Direktbus-Linien | |                                                            |                   |                        |
| Linie | Streckenverlauf | Takt                                                       | Haltestellen      | Dauer (ungefähr)       |
| D80 | Bergkamen Busbahnhof – Westring – Kamen Bahnhof                                                                                    | Stunden-Takt (Mo-Fr)                                       | 6                 | 12 Minuten             |
| D86 | Schwerte – Unna Bahnhof – Königsborn – Kamen – Bergkamen, Werner Straße – Rünthe – Werne Amazon                                    | 1 Fahrt am Morgen (Mo-Sa)                                  | 20                | 1 Stunde 5 Minuten     |
| Seit 2017 verkehrt die Direktlinie D80, die vom Bergkamener Busbahnhof zum Kamener Bahnhof fährt. Diese Linie ist besonders schnell, da sie auf ihrem gesamten Linienweg zwischen den beiden Städten nur 6 Haltestellen besitzt. Die Linie D86 wird genutzt, um eine gute Anbindung an das Logistikzentrum von Amazon in Werne zu gewährleisten. Auch Städte wie Schwerte, Unna und Kamen sind mit dieser Linie an das Amazon-Logistikzentrum in Werne angeschlossen. | |                                                            |                   |                        |
| Nachtbus-Linien | |                                                            |                   |                        |
| Linie | Streckenverlauf | Takt                                                       | Haltestellen      | Dauer (ungefähr)       |
| N11 | Lünen – Horstmar – Oberaden – Weddinghofen – Bergkamen – Overberge – Rünthe – Werne – Wethmar – Lünen (Ringlinie)                  | Drei Fahrten Samstags, vier Fahrten Sonntags               | 39                | 56 Minuten             |
| Der Streckenverlauf der Nachtlinie N11 ähnelt in weiten Teilen der Regionallinie R11. | |                                                            |                   |                        |
| Taxibus-Linien | |                                                            |                   |                        |
| Linie | Streckenverlauf | Takt                                                       | Haltestellen      | Dauer (ungefähr)       |
| T36 | Heil – Oberaden – Bergkamen – Nordberg                                                                                             | Stunden-Takt (Mo-Sa)                                       | 16                | 25 Minuten             |
| Ergänzend zu den 3 Regionallinien R11, R81 und R82 gibt es zusätzliche Fahrten in Form eines Taxibusses: | |                                                            |                   |                        |
| T11 | Lünen – Lünen-Süd – Oberaden – Weddinghofen – Bergkamen Busbahnhof (Die Strecken können sich bei der T11 je nach Uhrzeit ändern.)  | Nur zur bestimmten Zeiten (siehe Fahrplan)                 | I. d. R. 21       | I. d. R. 25 Minuten    |
| T81 | Werne – Rünthe – Bergkamen Busbahnhof – Weddinghofen – Kamen – Königsborn – Unna Bahnhof (Strecke je nach Uhrzeit unterschiedlich) | Nur zur bestimmten Zeiten (siehe Fahrplan)                 | I. d. R. 22       | I. d. R. 41 Minuten    |
| T82 | Werne Krankenhaus – Werne Stadthaus – Werne Markt (Variable Strecken)                                                              | Nur zur bestimmten Zeiten (siehe Fahrplan)                 | I. d. R. 13       | I. d. R. 14 Minuten    |
| Die vier Taxibuslinien T11, T36, T81 und T82 fahren nur zu bestimmten Zeiten und nur auf telefonische Anmeldung (mindestens 30 Minuten vor Abfahrt) bei der VKU. | |                                                            |                   |                        |
| Schulbuslinien | |                                                            |                   |                        |
| Linie | Streckenverlauf | Haltestellen                                               | Haltestellen      | Dauer (ungefähr)       |
| 122 | Oberaden Realschule – Bergkamen Busbahnhof – Weddinghofen – Kamen Bahnhof                                                          | ca. 34                                                     | ca. 34            | ca. 28 Minuten         |
| 124 T124 | Bergkamen Overberge – Overberge Grundschule – Bergkamen Schulzentrum (auch als Taxibus verfügbar)                                  | ca. 20                                                     | ca. 20            | ca. 26 Minuten         |
| 126 | Bergkamen Heil – Oberaden – Bergkamen Stadtmitte                                                                                   | ca. 18                                                     | ca. 18            | ca. 25 Minuten         |
| 127 | Bergkamen Gymnasium – Oberaden Jahnstr.                                                                                            | ca. 23                                                     | ca. 23            | ca. 21 Minuten         |
| 128 | Bergkamen Gymnasium – Nordfeld – Overberge – Rünthe                                                                                | ca. 27                                                     | ca. 27            | ca. 34 Minuten         |
| 184 | Kamen Bahnhof – Rottum – Overberge, Karolinenweg – Lerche – Pelkum Waldorfschule                                                   | ca. 18                                                     | ca. 18            | ca. 35 Minuten         |
| 186 | Oberaden – Methler – Afferde – Kamen Schulzentrum                                                                                  | ca. 40+                                                    | ca. 40+           | ca. 35 Minuten         |
| 193 | Bergkamen – Overberge – Lerche – Pelkum – Wiescherhöfen – Bönen                                                                    | ca. 36                                                     | ca. 36            | ca. 45 Minuten         |
| Alle Schulbuslinien verkehren an Schultagen von Montag bis Freitag. Die detaillierten Abfahrtszeiten bitte den Fahrplänen der VKU entnehmen. | |                                                            |                   |                        |

Umsteigemöglichkeiten

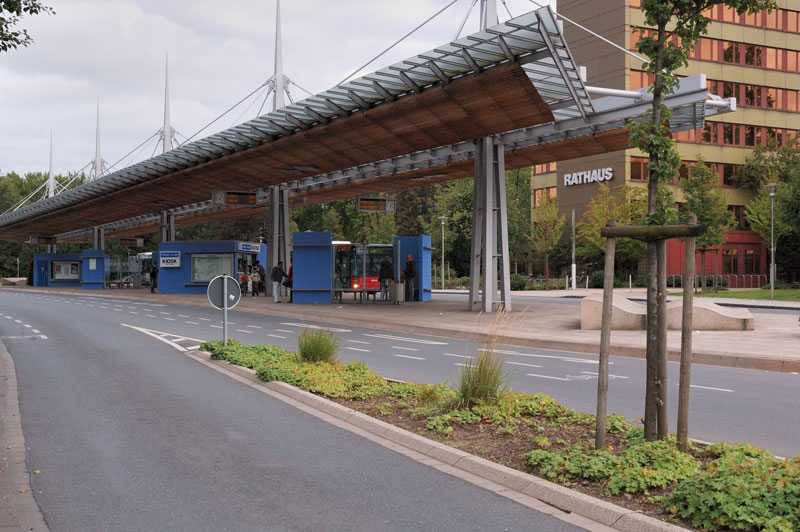
Bergkamen
Busbahnhof

In Bergkamen gibt es zahlreiche Umsteigemöglichkeiten zwischen den verschiedenen Buslinien, zu den wichtigsten Haltestellen zählen:
Werner Straße: R13, R81, R82, S20, D86, 124, 128, 193 (Bergkamen Mitte)
Bergkamen Nordberg: R81, R82, S81, T36, N11 (Bergkamen Mitte)
Fritz-Husemann-Str. (Ost): R13, R81, S20, S81, 124, 128 (Bergkamen Mitte)
Überlappungshaltestellen
In Bergkamen gibt es einige Haltestellen, die zu mehreren Preiszonen gehören: (Im Uhrzeigersinn)
- Lippebrücke (Werne und Bergkamen)
- Industriestraße Nord (Hamm und Bergkamen)
- Kupferbergsiedlung (Kamen und Bergkamen)
- Kugelbrink (Kamen und Bergkamen)
- Kreuzstraße (Lünen und Bergkamen)

Bergkamen Busbahnhof
| Bussteig A | Bussteig A                                                     | Bussteig C | Bussteig C                                                         |
| ---------- | -------------------------------------------------------------- | ---------- | ------------------------------------------------------------------ |
| Linie      | Fahrtrichtung                                                  | Linie      | Fahrtrichtung                                                      |
| R12        | Oberaden – Beckinghausen – Lünen Hauptbahnhof                  | C11        | Stadion – Grüne Insel – Wilhelm-Leuschner-Straße (Nordfeld)        |
| R81        | Rünthe – Werne Krankenhaus                                     | S20        | Rünthe – Hamm Herringen – (Hamm-Hauptbahnhof)                      |
| R82        | Overberge – Rünthe – Werne Krankenhaus                         | Bussteig D | Bussteig D                                                         |
| S20        | Oberaden – Lünen                                               | R13        | Overberge – Kamen Bahnhof                                          |
| S81        | Rünthe – Werne Stadthaus – Werne Holtkamp                      | R81        | Weddinghofen – Ostring – Kamen Bahnhof – Königsborn – Unna Bahnhof |
| N11        | Werne – Lünen                                                  | S81        | Kamen – Kamen Karee – Königsborn – Unna Bahnhof                    |
| 126        | Oberaden – Heil                                                | D80        | Westring – Kamen Bahnhof                                           |
| Bussteig B | Bussteig B                                                     | T36        | Heil – Ökologiestation                                             |
| R11        | Oberaden – Beckinghausen – Lünen – Cappenberger See            | 128        | Overberge – Rünthe                                                 |
| S30        | Weddinghofen – Dortmund Reinoldikirche – Dortmund Hauptbahnhof | 193        | Overberge – Pelkum – Bönen                                         |

Fahrten vom und zum Kamener Bahnhof
Da Bergkamen nicht mehr einen Schienenanschluss mit Personenverkehr besitzt, wird von vielen Pendlern der Bahnhof Kamen als Übergangspunkt zwischen Zug und Bus genutzt.
Die VKU bietet in Form der Linien S81, R13, R81 und D80 ein attraktives Angebot und einen dichten Takt zwischen den zwei Städten an.
Tarife
Die VKU ist Mitglied in der Verkehrsgemeinschaft Ruhr-Lippe (VRL). Es gilt der Westfalentarif. Für Fahrten aus den Gemeinden Lünen, Bergkamen, Kamen, Unna, Holzwickede und Schwerte in den VRR-Raum und umgekehrt gelten die Tarife des Verkehrsverbunds Rhein-Ruhr (VRR). Verschiedene Liniennetzpläne findet man auf der Seite der VKU.
Subunternehmen

Ein großer Teil der Verkehrsleistungen der VKU, insbesondere im Schulbusverkehr, wird von Subunternehmern erbracht. In Bergkamen ist das Subunternehmen Vehling Reisen ansässig, das auch für die VKU fährt. 

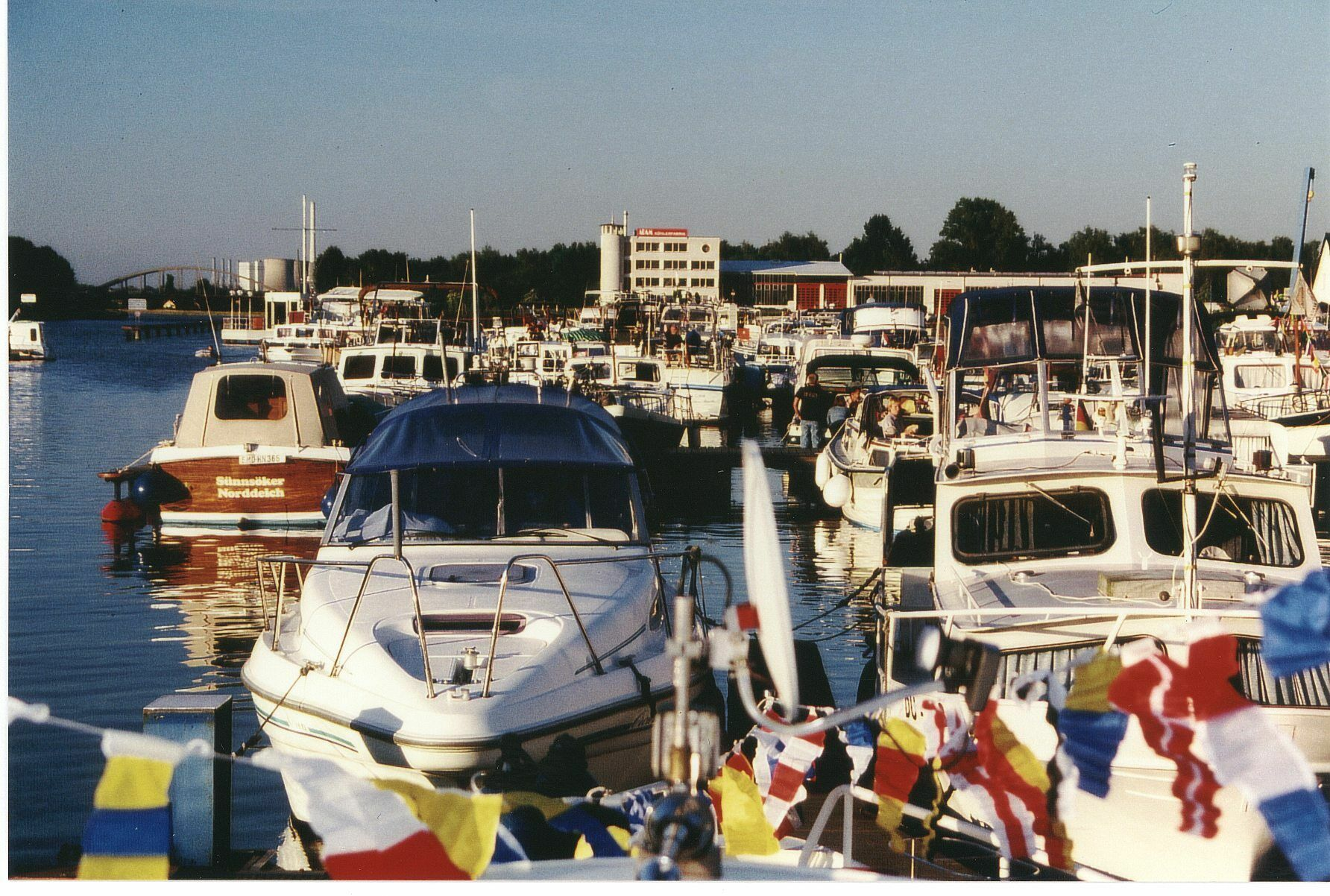
Das Westfälische Sportbootzentrum – Marina Rünthe

### Wasserstraßennetz
Der Datteln-Hamm-Kanal bindet Bergkamen an das europäische Wasserstraßennetz an.
Bergkamen besitzt zwei industriegewerbliche Häfen am Datteln-Hamm-Kanal. Außerdem befindet sich an diesem Kanal in Bergkamen ein Sportboothafen, die Marina Rünthe. Sie zählt zu den größten Freizeithäfen in Nordrhein-Westfalen.
Der Sportboothafen ist mit den beiden Schnellbuslinien S20 und S81 an der Haltestelle Marina und mit den beiden Regionallinien R81 und R82 an der Haltestelle Wichernstraße zu erreichen.

### Flughäfen
Die nächstgelegenen Flughäfen sind der Flughafen Dortmund, der Flughafen Düsseldorf und der Flughafen Münster/Osnabrück. Zum Dortmunder Flughafen sind es etwa 14 Kilometer, zum Flughafen Münster/Osnabrück sind es 65 Kilometer und zum Flughafen Düsseldorf sind es 87,5 Kilometer mit dem PKW. Mit den folgenden Buslinien gelangt man zum Dortmunder Flughafen:
Ab Bergkamen Busbahnhof nutzt man entweder die Regionalbuslinie R81 oder die Schnellbuslinie S81 bis zum Bahnhof Unna, wo beide Linien enden. Am Bahnhof Unna ist dann die Stadtbuslinie C41 zu erreichen, welche zum Dortmunder Flughafen führt.
Der Flughafen Düsseldorf ist mit zweimaligem Umsteigen erreichbar. So sollte man die Linien S81, R13, R81 oder D80 bis zum Bahnhof Kamen nutzen und dort in die Regionalexpress-Linien RE1 (RRX) oder RE6 (RRX) bis zum Bahnhof Düsseldorf Flughafen nutzen. Zwischen dem Bahnhof Düsseldorf Flughafen und den Terminals A, B und C ist die Kabinenhängebahn „SkyTrain“ im Einsatz. Alternativ besteht auch die Möglichkeit, am Düsseldorfer Hauptbahnhof in die S-Bahn-Linie S11 der S-Bahn Köln umzusteigen, welche den Flughafen über den Tunnelbahnhof Düsseldorf Flughafen Terminal anbindet.
Auch zum Flughafen Münster/Osnabrück ist ein mehrmaliges Umsteigen notwendig. So sollte man die Linien R12 oder S20 bis Lünen ZOB/Hauptbahnhof nutzen und ab dort die Regionalbahn-Linie RB50 der Eurobahn nach Münster (Westf) Hbf. Zwischen dem Hauptbahnhof Münster und dem Flughafen Münster/Osnabrück ist die Regionallinie R50 (weiter über Saerbeck nach Ibbenbüren) der RVM im Einsatz, welche Montags bis Samstags in einem 60-Minuten-Takt und Sonn- und Feiertags in einem 120-Minuten-Takt verkehrt. Sie wird in Randzeiten durch die Direktlinie D50 Münster Hauptbahnhof <> Flughafen Münster/Osnabrück ersetzt.

## Bildung
In Bergkamen sind fast alle Schulformen vertreten. Weiterhin verfügt Bergkamen über eine Jugendkunstschule, eine Musikschule und eine Volkshochschule. Die Stadtbibliothek befindet sich in einem Gebäude am Stadtmarkt.

### Förderschulen
Bergkamen-Heil
- Friedrich-von-Bodelschwingh-Schule, Förderschwerpunkt: Geistige Entwicklung

Bergkamen-Oberaden
- Teilstandort der Regenbogenschule, Sekundarstufe I, Förderschule des Kreises Unna, Förderschwerpunkt: Emotionale und soziale Entwicklung
- Nebenstelle der Schule im Heithof, LWL-Schule in der LWL-Universitätsklinik Hamm

Bergkamen-Rünthe
- Teilstandort der Regenbogenschule, Primarstufe, Förderschule des Kreises Unna, Förderschwerpunkt: Emotionale und soziale Entwicklung

### Grundschulen
Bergkamen-Mitte
- Gerhart-Hauptmann-Schule
- Schillerschule

Bergkamen-Oberaden
- Jahnschule
- Preinschule

Bergkamen-Overberge
- Overberger Grundschule

Bergkamen-Rünthe
- Freiherr-von-Ketteler-Schule

Bergkamen-Weddinghofen
- Pfalzschule

### Weiterführende Schulen
- Städtisches Gymnasium Bergkamen (im Stadtteil Weddinghofen)
- Willy-Brandt-Gesamtschule Bergkamen
- Freiherr-vom-Stein-Realschule
- Realschule Oberaden

## Kultur und Freizeit

### Historische Stätten

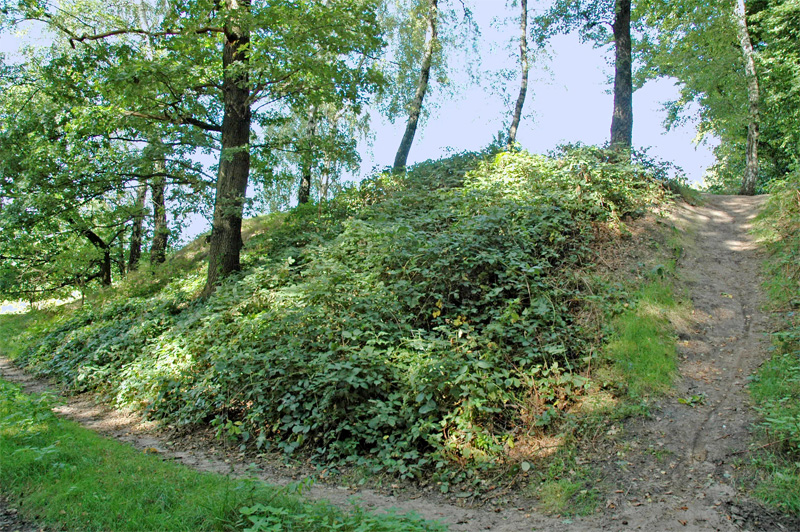
Bergkamen
Erdwall der Bumannsburg

- Römerlager Oberaden
Das Römerlager Oberaden im Ortsteil Oberaden ist als Zwei-Legionen-Lager mit 54 ha Grundfläche das größte römische Militärlager nördlich der Alpen und zugleich das älteste Legionslager in Westfalen. Am 30. April 2006 wurde der Archäologische Lehrpfad Römerlager Oberaden des Vereins der Freunde und Förderer des Stadtmuseums Bergkamen der interessierten Öffentlichkeit übergeben.
- Bodendenkmal Bumannsburg
Die Bumannsburg befindet sich in einem Wald nahe der Autobahn A1 im Stadtteil Rünthe. Trotz des starken Baumbewuchses sind die Wälle der sächsisch-fränkischen Doppelwall-Ringanlage noch gut zu erkennen. Die Anlage diente den Bauern aus der Umgebung als Fluchtburg. Heute ist innerhalb der Anlage ein Waldlehrpfad angelegt.
- Stolpersteine

In Bergkamen wurden erstmals im Dezember 2021 Stolpersteine aus dem gleichnamigen Erinnerungsprojekt des Künstlers Gunter Demnig verlegt. Mit den Gedenksteinen wird an Menschen erinnert, die Opfer der Verfolgung im Nationalsozialismus wurden, s. auch Liste der Stolpersteine in Bergkamen.

### Denkmalgeschützte Gebäude
Die nachfolgend aufgeführten Bergkamener Gebäude stehen unter Denkmalschutz:
- Gedenkstätte NS-Sammellager im Ortsteil Mitte
Von April 1933 bis Oktober 1933 wurde das Sozialgebäude der in den 1920er Jahren entstandenen Bergarbeitersiedlung „Kolonie Schönhausen“ als Sammellager für Regimegegner genutzt. In einer groß angelegten Razzia wurden am 12. April 1933 489 KPD-Funktionäre oder der Partei nahestehende Personen inhaftiert und im Wohlfahrtsgebäude untergebracht. Insgesamt etwa 900 bis 1000 Menschen wurden von hier aus in größere Lager (z. B. Brauweiler) oder Vernichtungslager weitergeleitet.
- Waschkaue „Schacht 3“ im Ortsteil Rünthe
Im Schacht 3 der Zeche Werne in Rünthe begann im Winter 1915 die Kohleförderung. Wegen der durch die Weltwirtschaftskrise bedingten Absatzflaute wurde der Schacht 3 wie viele andere Schachtanlagen im Jahr 1930 stillgelegt. Da nach Kriegsende die Verkehrswege stark beschädigt waren, nutzte man den Schacht ab 1946, um die Rünther Bergleute schnell vor Ort zu bringen. Erst 1960 wurde der Schacht endgültig stillgelegt. Die ehemalige Waschkaue der Zeche steht unter Denkmalschutz und wird gewerblich genutzt.

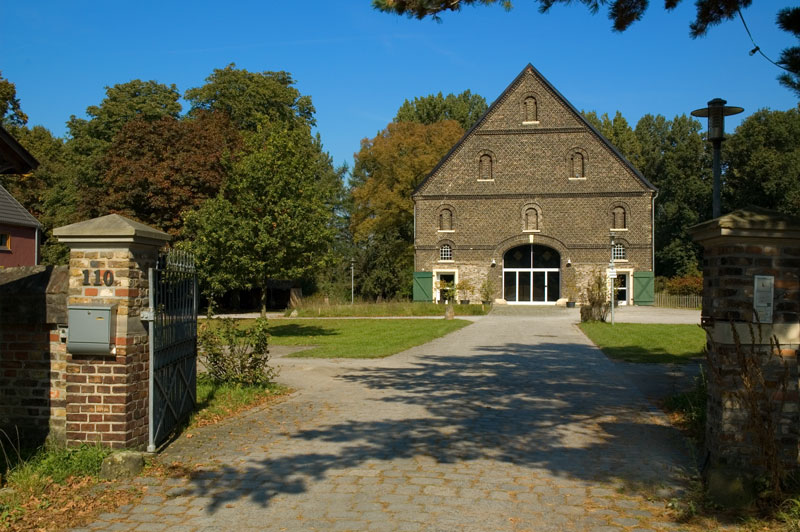
Bergkamen
Ökologiestation

- Gutshof „Schulze-Heil“ – Ökologiestation
Im Gutshof „Schulze-Heil“ von 1864 ist die Ökologiestation des Kreises Unna untergebracht. In der Ökologiestation befinden sich mehrere regionale Institutionen und Verbände des Umwelt- und Naturschutzes. Folgende Anlagen sind während der Öffnungszeiten zu besichtigen:
  - Wildbienenlehrpfad
  - Bauerngarten
  - Umweltpädagogikteich
  - Pflanzenkläranlage

Führungen durch den Musterschweinestall und den Fleischzerlegebetrieb sind nach Voranmeldung möglich. In der Verkaufsstelle der Ökologiestation können regionale Produkte wie Apfelsaft, Gelees, Honig etc. erworben werden. In der Ökologiestation können zudem regelmäßig wechselnde Kunstausstellungen besichtigt werden.
- Haus Rünthe

Das Haus Rünthe ist ein ehemaliger Adelssitz im Bergkamener Stadtteil Rünthe. Die herrschaftliche Villa wurde 1876 im Stil des Neoklassizismus erbaut. Ursprünglich war Haus Rünthe eine für das Münsterland typische Wasserburg, die von einer Gräfte umgeben war. Die Burg verfiel bereits im ausgehenden Mittelalter und wurde durch ein landwirtschaftliches Gutsgebäude ersetzt. Im Jahre 1899 erwarb die Zeche Werne das Gut mit den dazugehörigen Ländereien und errichtete darauf eine Arbeitersiedlung, auch Zechenkolonie genannt. Die Villa diente fortan als Wohnsitz der Zechendirektoren. Heute befindet sich das Haus Rünthe in Privatbesitz.

### Sport und Freizeit

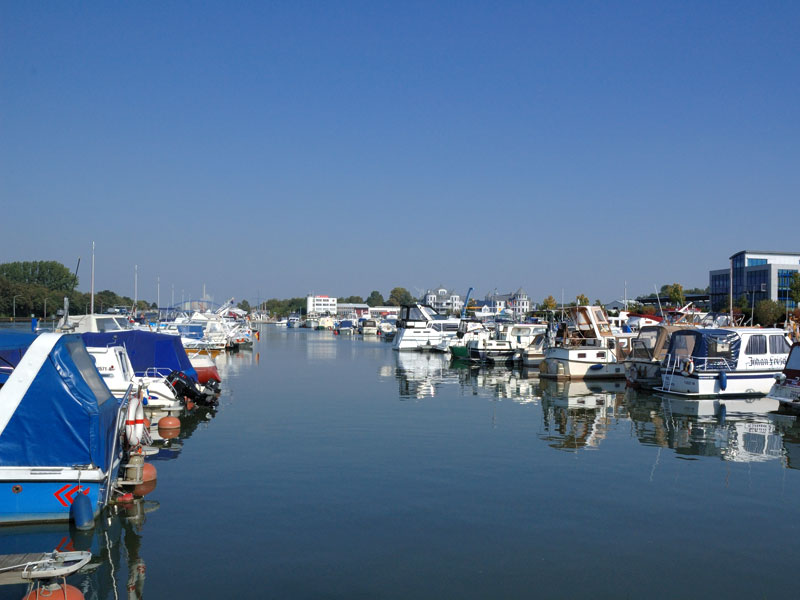
Marina Rünthe
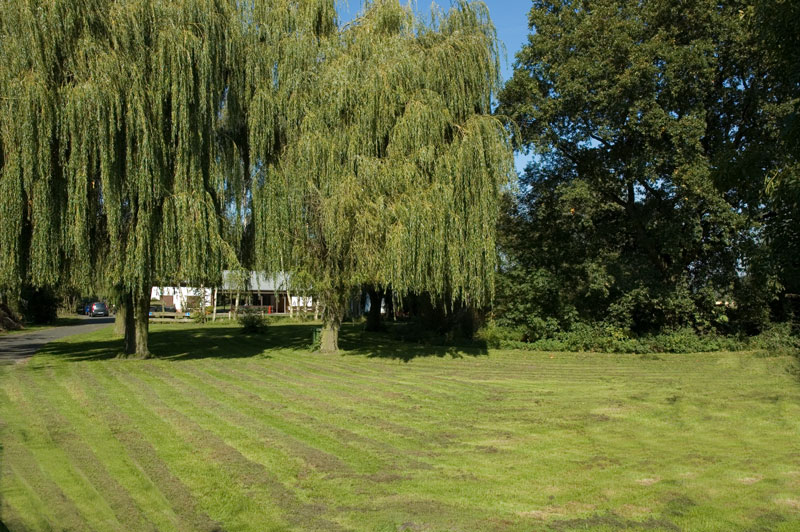
Eingangsbereich zum Naturfreibad in Heil
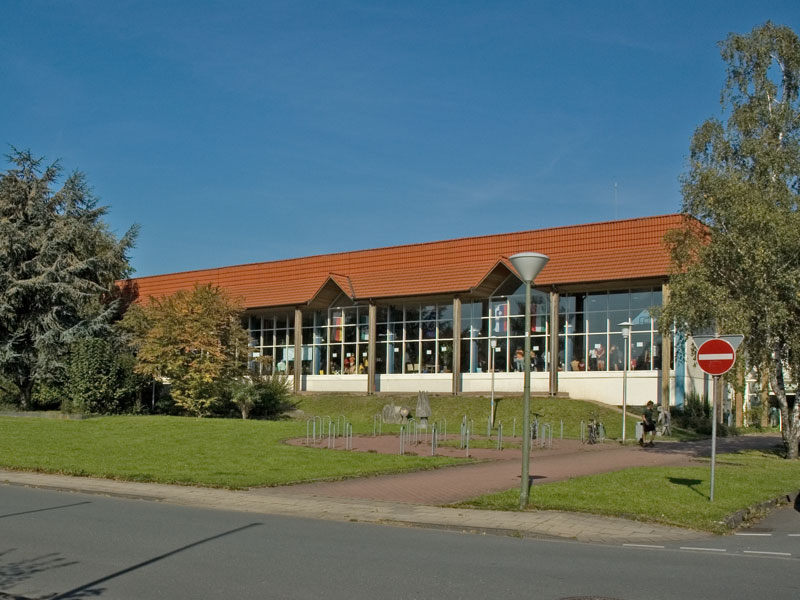
Hallenbad
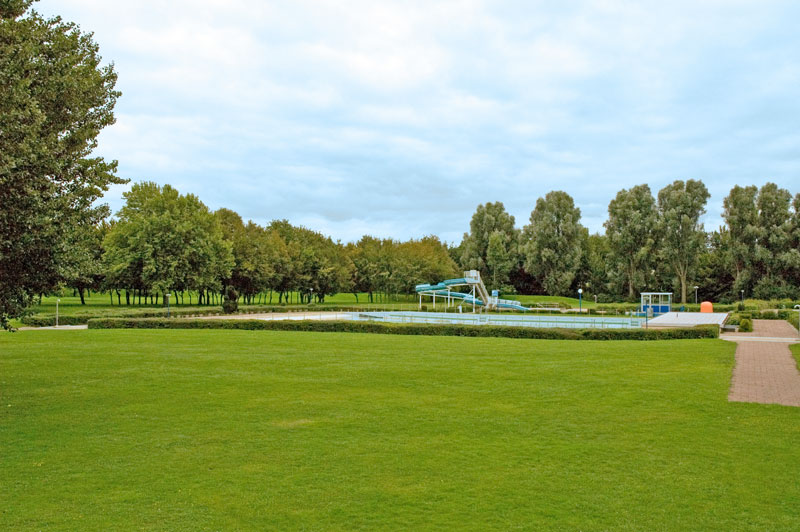
Liegewiesen am Wellenbad

- Westfälisches Sportbootzentrum
Am Datteln-Hamm-Kanal liegt die Marina Rünthe mit etwa 250 Liegeplätzen und kompletter Bootsinfrastruktur. Im Hafenbereich gibt es ein Hotel sowie mehrere Restaurants, Bistros, Biergärten und Fitnessangebote. Mit dem Fahrgastschiff „Santa Monika“ ist die Fahrt nach Hamm und zum Schiffshebewerk Henrichenburg möglich.
- Wellenbad
Im Ortsteil Weddinghofen befindet sich das Wellenbad Bergkamen. Es hat über 2.000 m² Wasserfläche, eine 50-m-Rutsche und 24.000 m² Liegefläche.
- Naturfreibad Heil
In einem Seitenarm der Lippe liegt das Naturfreibad Heil.
- Hallenbad Bergkamen
Das Hallenbad im Stadtteil Mitte verfügt über ein 312 m² großes Mehrzweckbecken mit Hubboden (Wassertiefe: 0,90 – 3,80 m). Zusätzlich ist ein 100 m² großes Nichtschwimmerbecken vorhanden. Die Sprunganlage verfügt über ein 1-m- und ein 3-m-Brett.
- Eissporthalle
Die Eissporthalle im Stadtteil Weddinghofen hat eine 1.800 m² großen Eisfläche.
- Radwanderwege
  - Durch Bergkamen führt der Fernradweg Römerroute.
  - Bergkamener Rad-KulTour
Der ADFC und die Stadt Bergkamen haben eine 25-km-Radtour zu den wichtigsten Kunstobjekten im Stadtgebiet ausgearbeitet.
  - Route Industriekultur per Rad
Die Bergehalde „Großes Holz“ in Bergkamen liegt als Aussichtspunkt auf dieser Route.
  - Zechenbahntrasse von Kamen nach Werne
Die als Radweg ausgebaute stillgelegte Bahntrasse ermöglicht es, ungestört vom Autoverkehr durch die Stadtteile Overberge und Rünthe von Kamen nach Werne zu fahren.

### Parkanlagen und Naherholungsgebiete

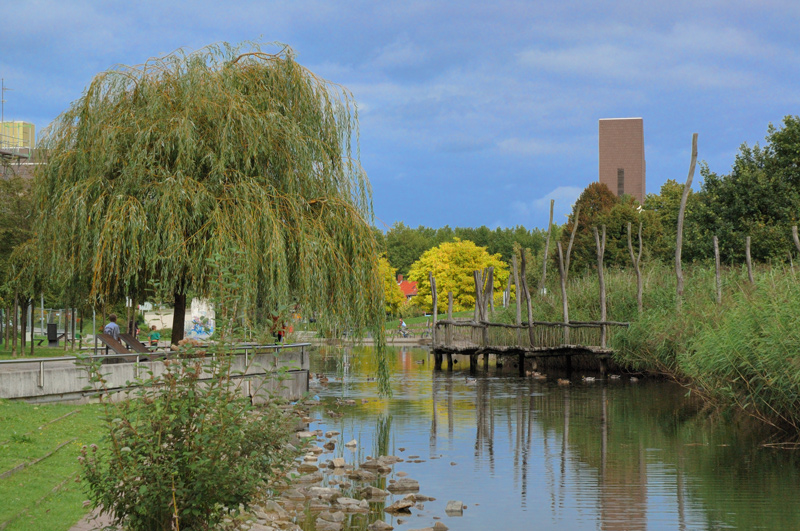
Wasserpark im Stadtzentrum West

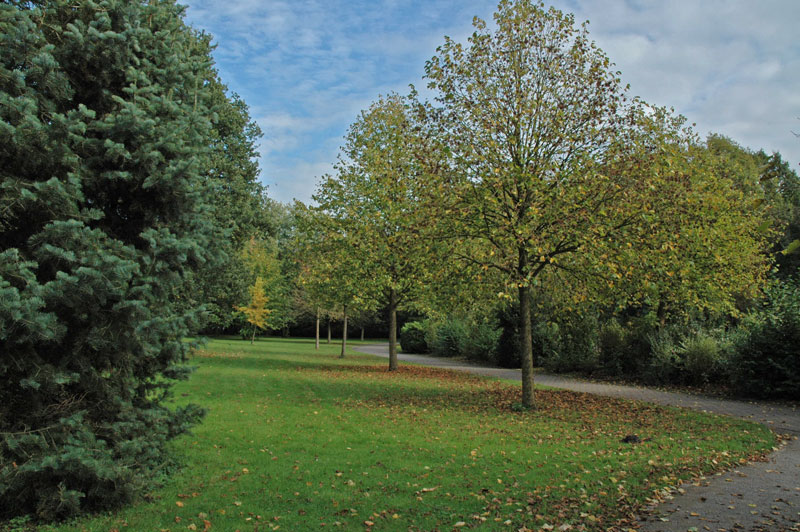
Hauptfriedhof

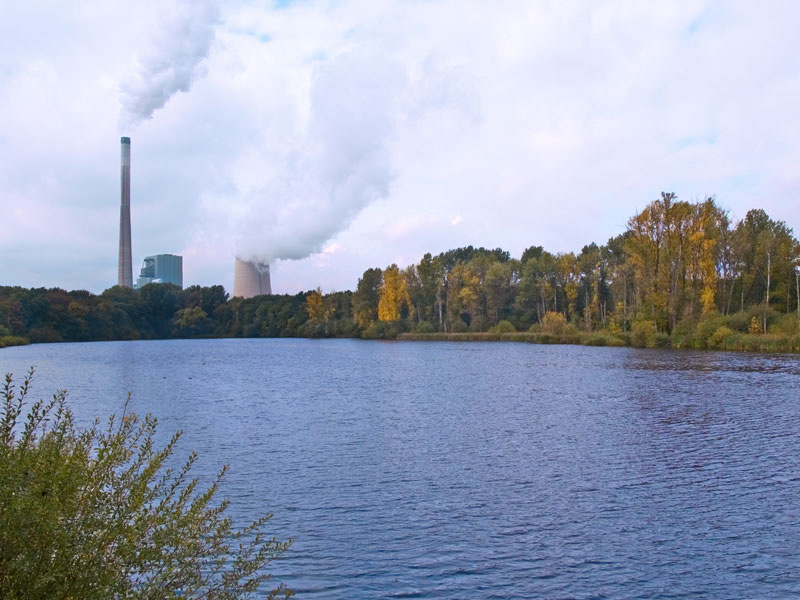
Naturschutzgebiet Beversee

- Wasserpark
Im Stadtzentrum West befindet sich der 22.000 m² „Wasserpark“. Der 4.500 m² großen Wasserbereich wird durch Regenwasser gespeist. Am Nordufer des Wasserbereichs verläuft eine Promenade, am Südufer befindet sich eine Schilfzone.
- Zechenpark
Zwischen Nordberg und dem Gewerbegebiet Grimberg 1/2 liegt im Stadtteil Mitte der Zechenpark.
- Römerbergwald
Dieser Wald liegt im Stadtteil Oberaden.
- Bergehalde „Großes Holz“
Seit den 1970er Jahren wurde die Halde Großes Holz als künstlicher Hügel aus Bergbau-Abraum angelegt. Die Halde kann über verschiedene Wege bestiegen werden.
- Parkfriedhof
Der als Waldfriedhof angelegte 22 Hektar große Hauptfriedhof der Stadt Bergkamen liegt im Ortsteil Weddinghofen.
- Naturschutzgebiet „Beversee“
Der Beversee bildete sich durch die bergbaubedingte Absenkung der Geländeoberfläche. Das circa 100 Hektar große Gebiet bietet auch selten gewordenen Pflanzen und Tieren eine Heimat. Am Seeufer befindet sich eine Aussichtsplattform. Innerhalb des Gebietes befinden sich viele mit Wasser gefüllte Bombentrichter.
- Naturschutzgebiet „Mühlenbruch“
Südwestlich der Bundesstraße 61 an der Stadtgrenze zu Kamen befindet sich das Naturschutzgebiet Mühlenbruch.
- Naturschutzgebiet „Romberger Wald“
Im Stadtteil Rünthe befindet sich östlich der Industriestraße das Naturschutzgebiet Romberger Wald. Die Unterschutzstellung erfolgte im September 2024.[39]
- Internationale Gartenausstellung 2027
Gemeinsam mit der Stadt Lünen wird derzeit ein Zukunftsgarten geplant[40]. Hierbei sollen die Halde Großes Holz (einschließlich derzeit noch unzugänglicher Flächen), das NSG Beversee, Flächen südlich des Datteln-Hamm-Kanals zwischen Rünthe und Oberaden sowie die auf dem Gelände des ehemaligen Bergwerks Haus Aden entstehende Wasserstadt mit einbezogen und so ein durchgehender Korridor zwischen Bergkamen und Lünen geschaffen werden[41].

### Regelmäßige Veranstaltungen

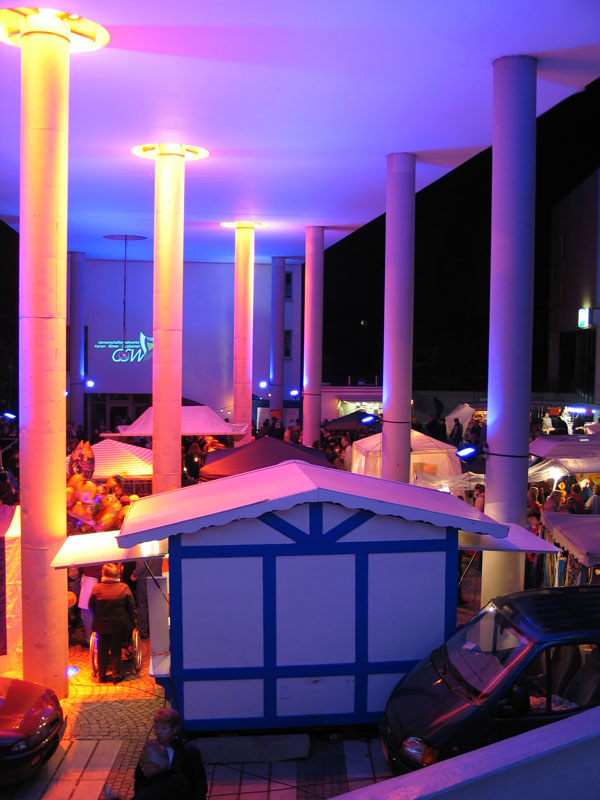
Bergkamen
während des Lichtermarktes 2004

- Wochenmarkt
Jeweils donnerstags findet in Bergkamen-Mitte der größte Wochenmarkt der Region mit vielen Besuchern auch aus den angrenzenden Gemeinden statt.
- Gesundheitstag
An jedem ersten Septemberwochenende findet der Bergkamener Gesundheitstag auf dem Zentrumplatz im Stadtteil Mitte statt. Mit über 3000 Besuchern ist er eine der größten Veranstaltungen dieser Art im östlichen Ruhrgebiet.
- Lichtermarkt
An Halloween lockt der Lichtermarkt im Stadtteil Mitte viele Besucher in die Stadt. In buntes Licht getaucht bilden Akteure und Besucher ein einzigartiges Lichtkunstwerk.
- Hafenfest
Am ersten Wochenende im Juni lädt die Marina Rünthe zum Hafenfest ein.
- Trödelmärkte
Regelmäßig finden im Gewerbegebiet Rünthe und im Gewerbegebiet Werner Straße/Landwehrstraße kommerzielle Trödelmärkte statt.

### Moderne Stadtkunst

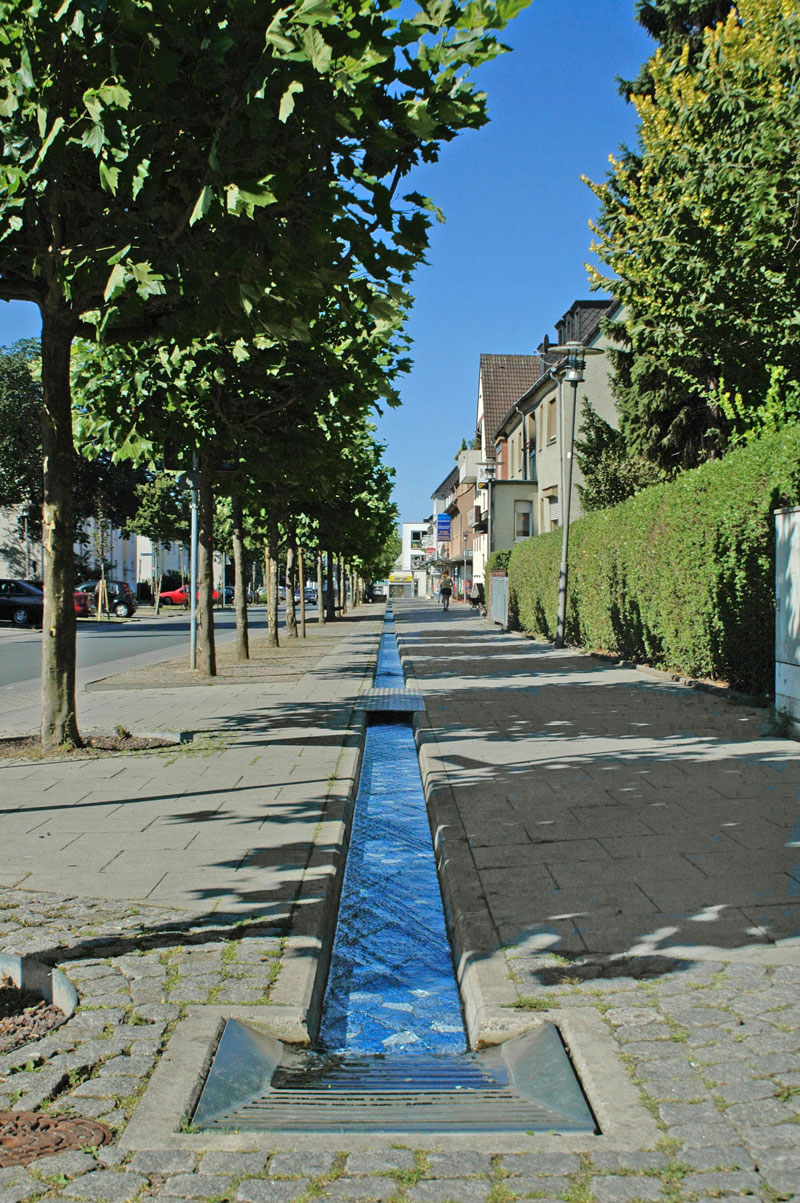
„Das blaue Band“ im Stadtzentrum Ost

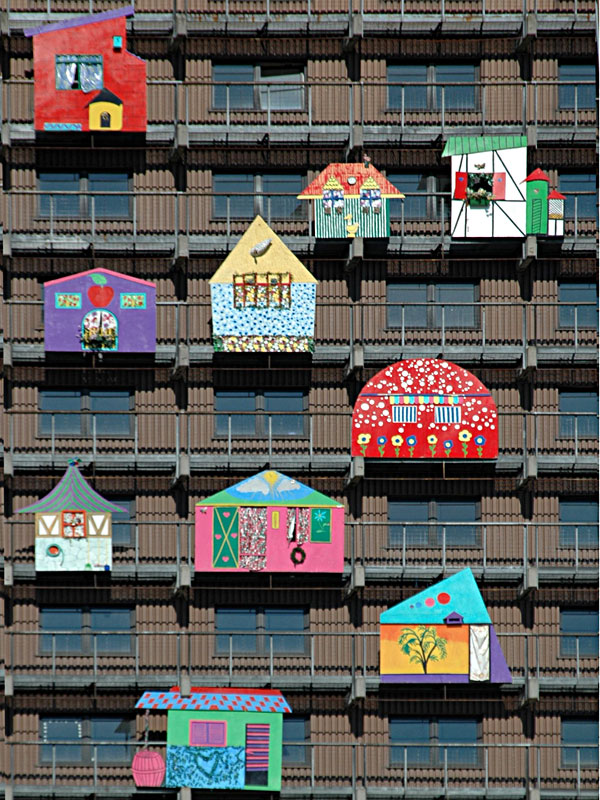
„Das Glück“ von HA Schult

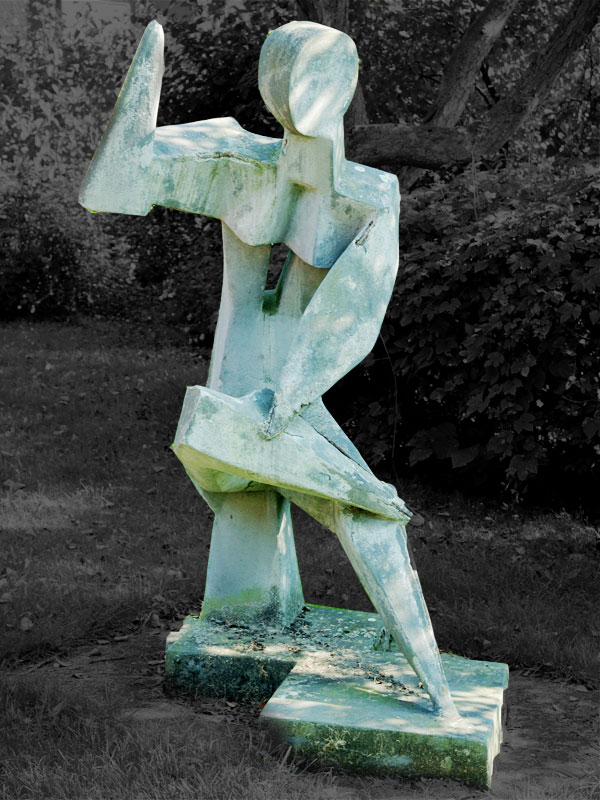
Betonfigur von Lothar Kampmann

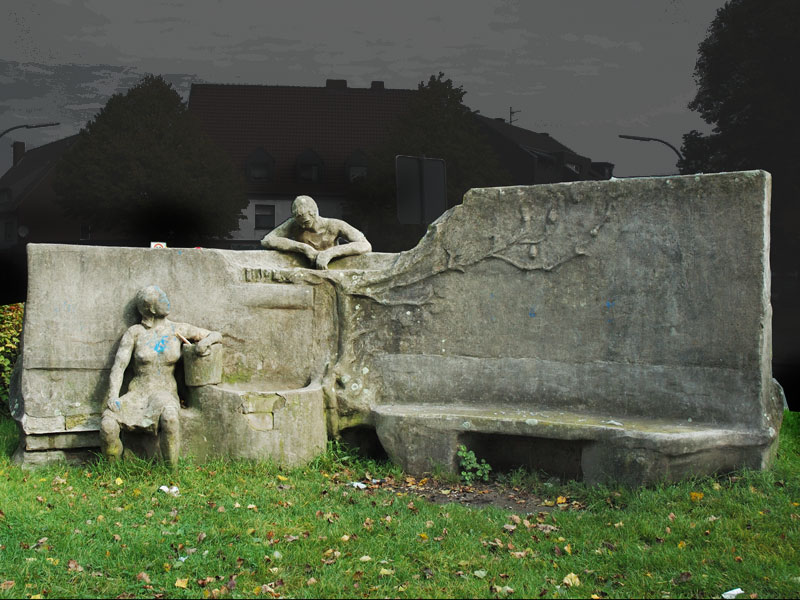
Kunstobjekt „Integrationsplatz“ (Ausschnitt) von Lothar Kampmann

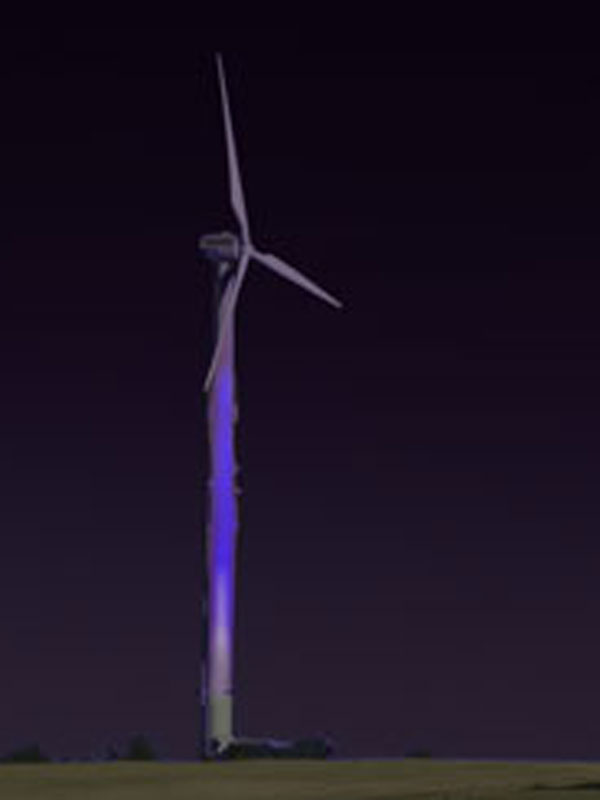
„Das blaue Licht“ von Horst Rellecke

„no agreement today, no agreement tomorrow“ von Andreas M. Kaufmann

„Maßstab“ von Maik und Dirk Löbbert

- Betonfiguren von Lothar Kampmann
Im Bergkamener Stadtgebiet befinden finden sich viele Betonfiguren von Lothar Kampmann: im Stadtteil Oberaden am Museumsplatz sechs Figuren, im Bereich des Hallenbades im Ortsteil Mitte acht Figuren und eine Figur (Pferd) am Hauptfriedhof in Bergkamen-Weddinghofen.
- Objektkunstwerk „Das Glück“ von HA Schult
Im Juli 2005 begann der Kölner Aktionskünstler HA Schult, die triste Fassade des ungenutzten „City-Turms“ mit bunten auf Holzplatten gemalten Gartenhäuschen zu gestalten. Geplant war, die zunächst zehn an der Ostseite befestigten Objekte auf später 70 Häuschen an der gesamten Fassade zu erhöhen. Im März 2011 mussten die Holzplatten wegen witterungsbedingter Abnutzung wieder abgenommen werden. Im Jahr 2014 wurde der Wohnturm über dem Citykomplex größtenteils abgerissen.
- Das Blaue Band
Das „Blaue Band“ verbindet das Stadtzentrum Ost (Präsidentenstraße/Nordberg) und das Stadtzentrum West (Rathausviertel) als zum Teil wasserführender Bachlauf und zum Teil als blauer Mosaikstreifen. Die Plastiken an den Endpunkten des blauen Bandes sind von Bolette Holm und Ole Hempel.
- Windplastik
Auf dem Platz von Wieliczka an der Ecke Präsidentenstr./Pestalozzistr. befindet sich eine Edelstahlplastik von Günter Tollmann.
- Plastik von Andrzej Irzykowski
Am Ende der Fußgängerzone (Ecke Präsidentenstr./Fritz-Husemann-Str.) befindet sich eine Plastik des polnischen Künstlers Andrzej Irzykowski
- Erdpyramide
Vor dem Rathaus am Busbahnhof befindet sich die „Erdpyramide“ von Timm Ulrichs. Die Spitze der umgedrehten Pyramide zeigt exakt zum Erdmittelpunkt. Von dem Kunstwerk ist nur die Metallabdeckung der „Unterseite“ sichtbar. Die Inschrift der Abdeckung enthält neben der Bezeichnung des Kunstwerks den Namen des Künstlers die Maße der (imaginären) Pyramide (1 m × 1 m × 6.364.416 m) und Koordinaten des Standortes.

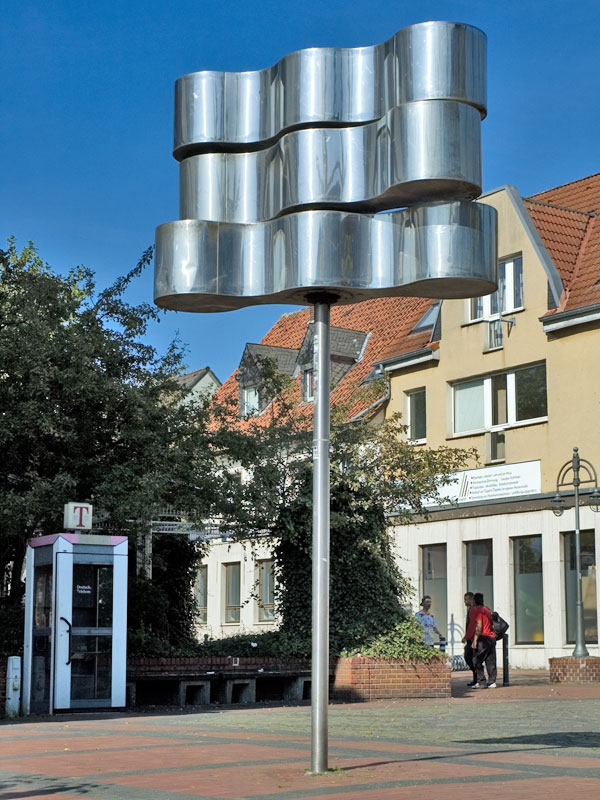
Windplastik von Günter Tollmann
Plastik von Andrzej Irzykowski
Wasserkunstwerk an der Präsidentenstr. von Bolette Holm u. Ole Hempel
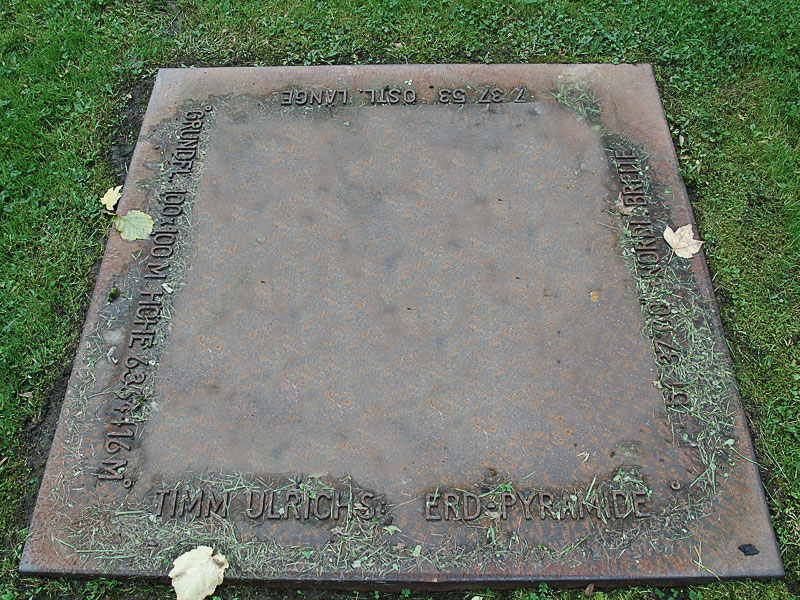
Abdeckung (Unterseite) der „Erdpyramide“ von Timm Ulrichs
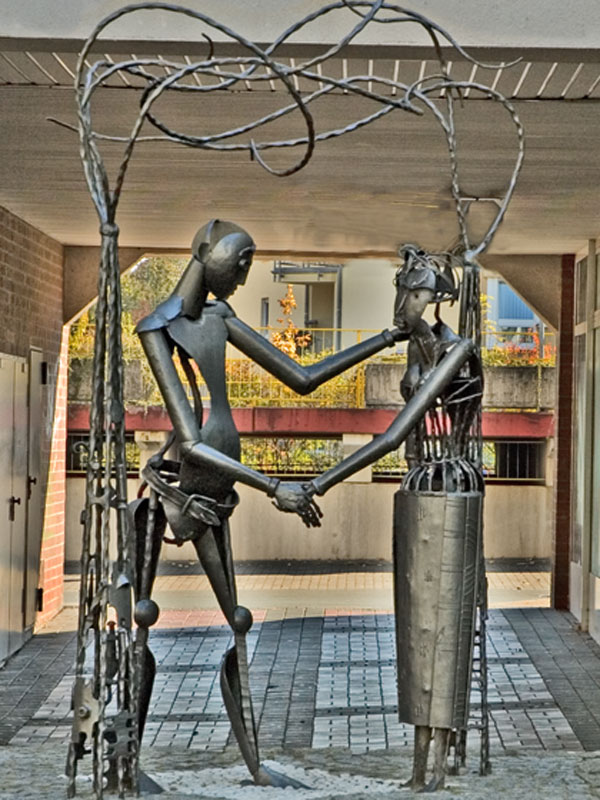
Skulptur auf dem Nordberg Entwurf: Lothar Kampmann, Realisierung: Heinz Schäpers

- Integrationsplatz
Das Kunstobjekt „Internationaler-Integrations-Skulpturenplatz“ von Lothar Kampmann befindet sich im Stadtteil Rünthe an der Ecke Rünther Str./Schlägelstr. Es besteht aus drei Mauern mit einer Reliefgestaltung, Figuren und einem Tisch mit Sonnenuhr. Lothar Kampmann hat das Projekt 1968 gemeinsam mit Mehmet Uyanik und Andrzej Pollo realisiert.

- Lichtkunst und Illumination

Bergkamen besitzt eine Vielzahl von Werken der Lichtkunst, Lichtplastiken und Illuminationen.
- Das „blaue Licht“ am Windrad an der A 2 von Horst Rellecke.
- Im Kreisverkehr Schulstraße befindet sich ein von Solarenergie gespeistes Lichtkunstwerk „Der Blick in die Zukunft“ des Künstlers Horst Rellecke.
- Eine 33 Meter hohe pulsierende LED-Lichtsäule Impuls – Bergkamen 2010 der Gebrüder Maik und Dirk Löbbert auf der künstlich aufgeschütteten Bergehalde Großes Holz

Mit den folgenden Werken ist es im Kulturprojekt Hellweg – ein Lichtweg vertreten.
- Die Medienskulptur mit dem Titel „no agreement today, no agreement tomorrow“ von Andreas M. Kaufmann zeigt zur Nachtzeit 24 Schwarz-Weiß-Fotos bekannter und unbekannter Personen im Kreisverkehr vor dem Rathaus.
- Der „subport bergkamen“ von Rochus Aust erstreckt sich als weltweit erster und einziger unterirdischer Flughafen mit insgesamt 14 Licht- und Klanginstallationen in den Kanalschächten über den Nordberg.
- Die Brunnenanlage „Inszenierbare Wasserwand“ der Künstlerin Birgit Hölmer vor dem Rathaus zeigt auf ihren stehenden Wasserfontänen am Wochenende Ansichten von Brunnenanlagen in Europa (Projektion).
- Vier in Kreisverkehren um das Bergkamener Stadtzentrum herum installierte Lichtstelen der Gebrüder Maik und Dirk Löbbert bilden – als „Bergkamener Maßstäbe“ – ein imaginäres Dach über der Stadt Bergkamen und stellen zugleich illusorische Stadttore dar.
- Acht Meter hohe „Lampen“ bilden die Grundelemente der künstlerischen Intervention mit dem Titel Pulslicht von Mischa Kuball im Hafen Marina Rünthe.

Siehe: Liste von Kunstwerken im öffentlichen Raum in Bergkamen

### Natur

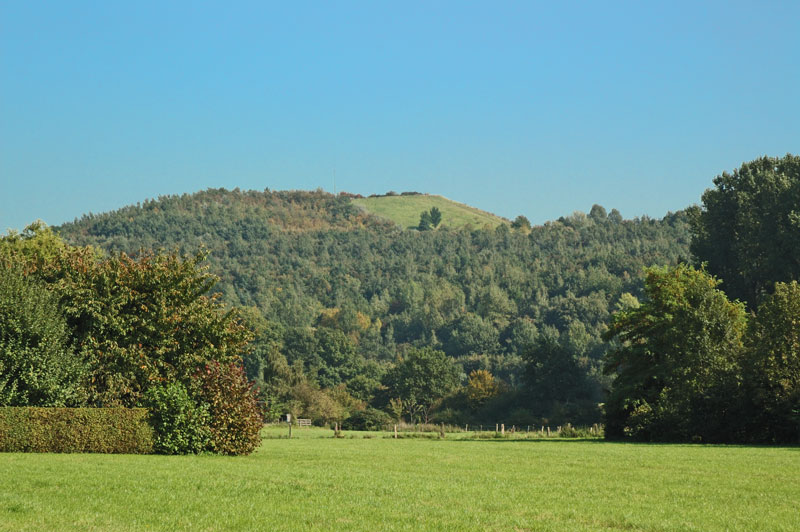
Bergehalde Großes Holz

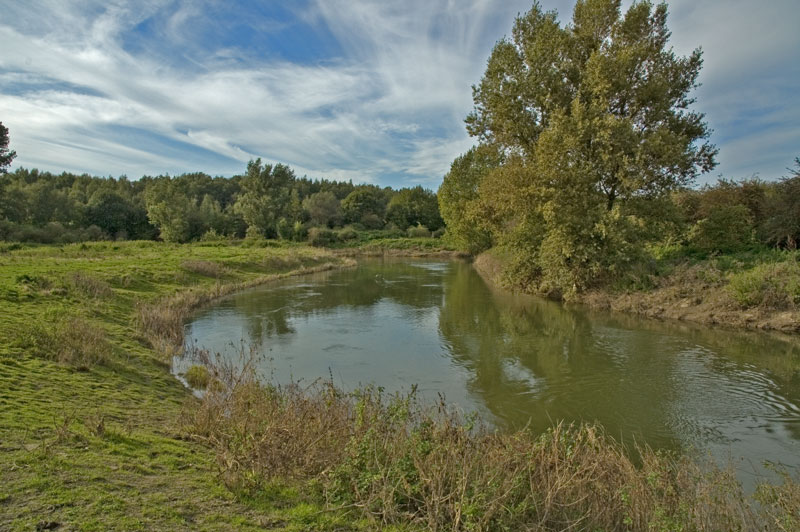
Lippeauen in Rünthe

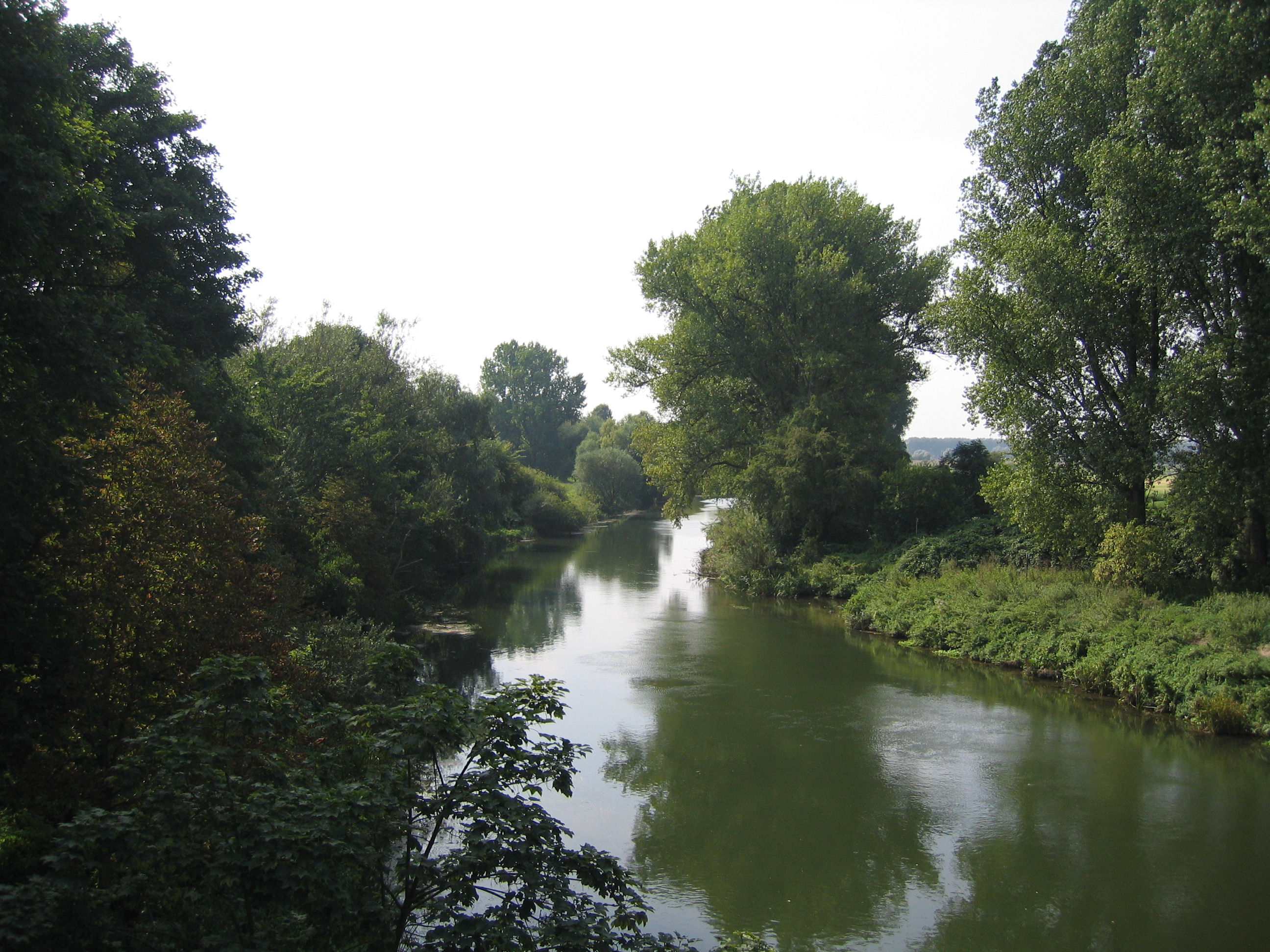
Lippe bei Bergkamen

- Die begrünte Bergehalde „Großes Holz“ ist mit 148,5 m ü. NN der höchste Geländepunkt im Nordkreis Unna und zugleich eine Landmarke auf der Route der Industriekultur im Ruhrgebiet.
- Auf Bergkamener Stadtgebiet gibt es drei Naturschutzgebiete, darunter die europäisch bedeutsamen Naturschutzgebiete Beversee und Flussauen der Lippe. In den Lippeauen liegt auch die Ökologie-Station, die vom Kreis Unna und dem Regionalverband Ruhr betrieben wird.

### Museen und Galerien
- Stadtmuseum Bergkamen
Schwerpunkte des Stadtmuseums im Stadtteil Oberaden sind neben der Ausstellung von Funden, Modellen und Nachbildungen aus der Römerzeit die Bergbau-, Industrie-, Siedlungs- und Stadtgeschichte sowie folgende Themenbereiche:
  - Kleinbäuerliches Wohnen
  - Bergmännisches Wohnen
  - Wohnkultur der 1950er Jahre
  - Friseurgeschäft
  - Bergkamen unterm Hakenkreuz
  - Tante-Emma-Laden
  - Historisches Klassenzimmer
  - Barbara-Stollen zur Arbeitswelt der Bergleute unter Tage
- Kunstgalerie „sohle 1“
Die städtische Kunstgalerie „sohle 1“ ist die älteste kommunale Kunstgalerie der Bundesrepublik. In der Kunstszene genießt diese Galerie seit ihrem Bestehen eine große Anerkennung. Zusätzlich zu den Ausstellungen informiert eine Druckwerkstatt über verschiedene Drucktechniken.

### Theater
- Das Bergkamener Studiotheater ist eine Mittelbühne mit 420 Sitzplätzen. Schwerpunkt des Gastspielangebotes ist die Reihe „Cabaret/Kabarett“.
- Die Kleinkunstbühne in der Galerie „sohle 1“ bietet regelmäßig Aufführungen bekannter und noch unbekannter Kabarettistinnen und Künstlerinnen. Ebenfalls ein kulturelles Highlight: die „Kaffeehausnachmittage“.
- Die Gaststätte Schmülling ist der Ort für die regelmäßigen Jazz-Frühschoppen mit bekannten Jazz- und Bluesbands.

### Bauwerke
- Zechensiedlungen

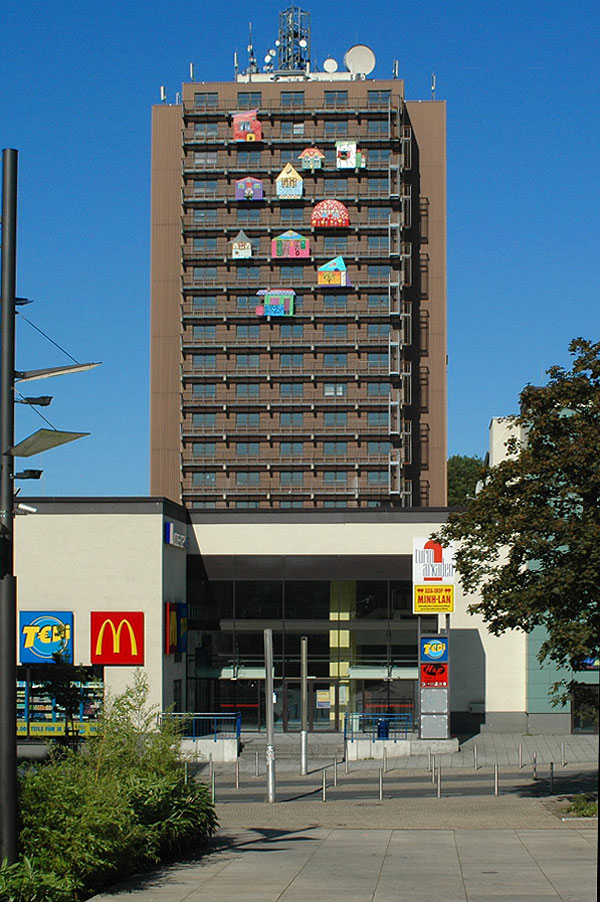
Cityturm 2007 mit den Objekten von HA Schult

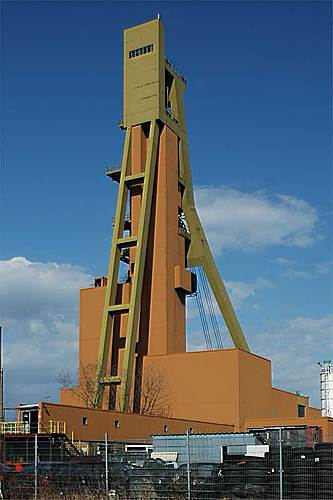
Förderturm „Neu Monopol“

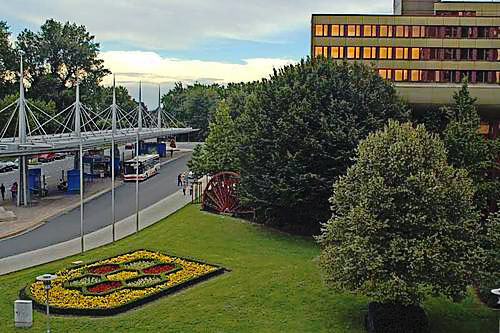
Busbahnhof und Rathaus

- Lichterkunst am Kreisel im Stadtzentrum
- IBA-Projekte:
  - Marktbebauung mit Marktdach
  - Wohnprojekte
    - „Frauen planen Wohnungen“
    - „Einfach und selber Bauen“
- Busbahnhof
Platz der Partnerstädte
- Cityturm
Ein 1974 gebautes und seit November 2000 leergezogenes Hochhaus mit 15 Stockwerken und 150 Wohneinheiten, 2014 abgerissen.
- Förderturm der früheren Zechenanlage Grimberg 1/2

## Panoramabild

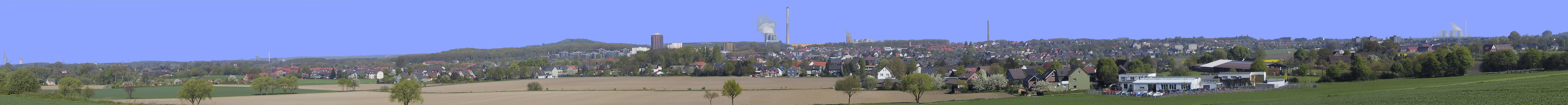
Bergkamen 2001 Blick von Süden (Autobahn A2) auf die Stadtteile Weddinghofen und Mitte (City, Kolonie Schönhausen und Nordberg). Im Hintergrund das Bergwerk „Haus Aden“ in Oberaden, die Bergehalde „Großes Holz“, das Kohlekraftwerk in Heil und der Förderturm der Schachtanlage „Neu Monopol“

## Persönlichkeiten der Stadt

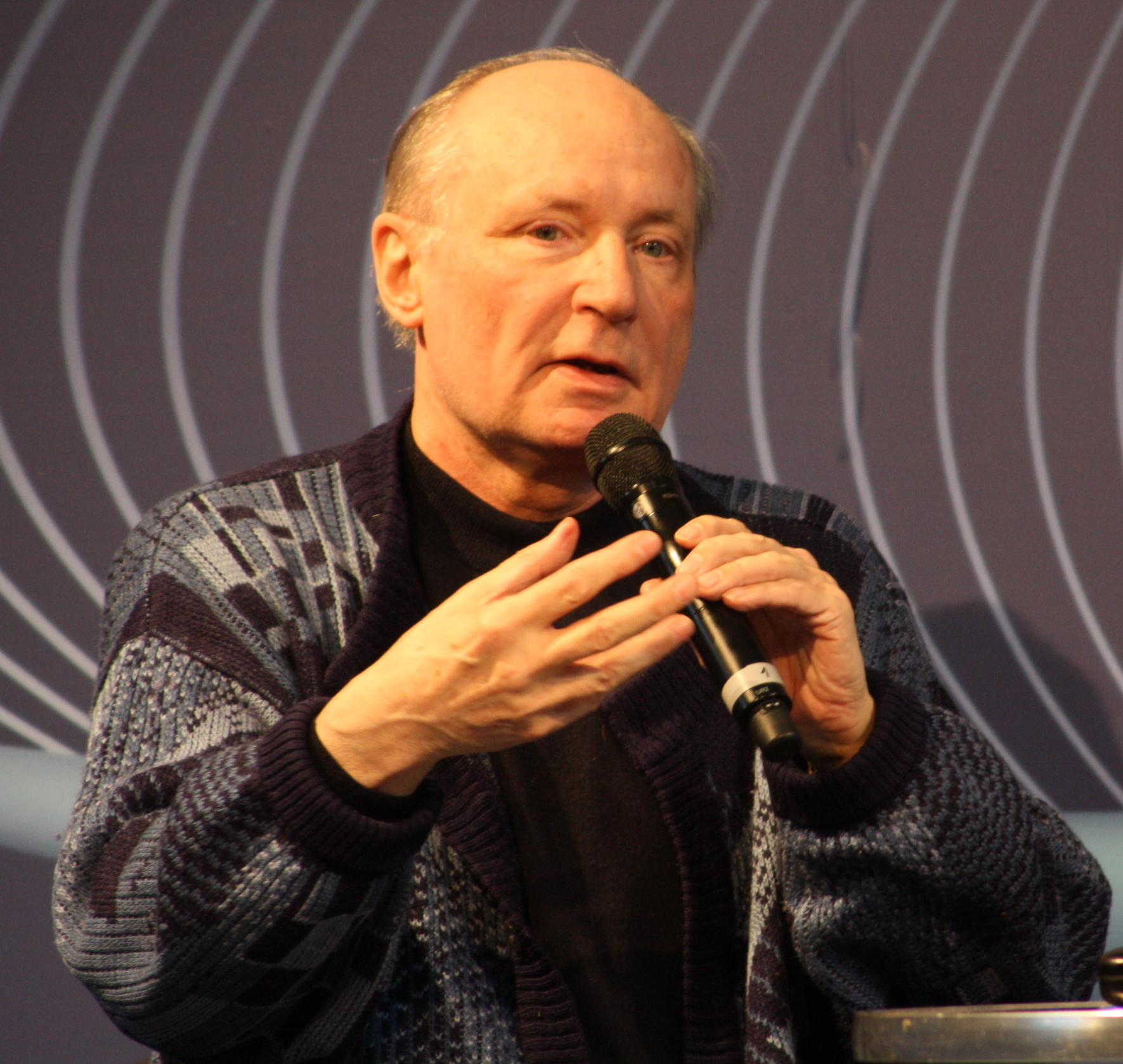
In Bergkamen geboren und aufgewachsen:
Eugen Drewermann

Bekannte Persönlichkeiten der Stadt Bergkamen umfassen Sportler, wie den Radrennfahrer Lucas Liß, Künstler und Autoren wie Dietrich Schwanitz oder Peter Gabriel und viele weitere Persönlichkeiten aus Sport, Kultur, Militär, Politik und Wissenschaft, wie die Politikerin Frauke Petry oder den Theologen Eugen Drewermann. Eine vollständige Liste von mit der Stadt verbundenen Personen, Ehrenbürgern und Stadtoberhäuptern findet sich im Hauptartikel.